# Hörtendorf
Hörtendorf (slow.: Trdnja vas) ist der 15. Bezirk der Landeshauptstadt Kärntens Klagenfurt am Wörthersee (Österreich).

## Geografie
Der Stadtteil Hörtendorf liegt im Osten Klagenfurts und wird von der Raba durchflossen. Er wird im Westen durch die alte Stadtgrenze und die St. Jakober Straße und im Osten durch die Gurk begrenzt. Außerdem grenzt Hörtendorf an die Gemeinden Maria Saal, Magdalensberg, Poggersdorf, Grafenstein und Ebenthal in Kärnten.

## Verwaltungsgliederung
Hörtendorf gliedert sich in zwei Katastralgemeinden und folgende Ortschaften:
- Blasendorf (Blažnja vas):
  - Blasendorf (Blažnja vas), Gottesbichl (Ovše), Nessendorf (Na Rišovce oder auch Nereševica)[6]
- Hörtendorf (Trdnja vas pri Celovcu):
  - Aich an der Straße (Dóbje pri Žrelcu), Farchern (Borovje), Gutendorf (Hutna vas pri Celovcu), Hörtendorf (Trdnja vas pri Celovcu), Limmersdorf (Limarja vas pri St. Jakobu pri Celovcu), Perkonigg, Pokeritsch (Pokeriče pri Celovcu), St. Jakob an der Straße (Šentjakob pri Celovcu)[7]

## Verkehrsinfrastruktur
Der Stadtteil Hörtendorf ist von Klagenfurt aus über die Völkermarkter Straße Richtung Völkermarkt erreichbar.
Die Stadtwerke Klagenfurt bedienen mit ihren Bussen in Hörtendorf die Haltestellen: Ziegeleistraße, Ernst-Diez-Straße, Schülerweg, Aich Gutendorf, Limmersdorf, Niederdorf, Rosenweg, Hörtendorf die vom Heiligengeistplatz vom Zentrum der Stadt aus mit der Linie 21 (30-Minuten-Takt) relativ einfach erreicht werden können.
Im Westen, und zwar der Industriezone Hörtendorfs, befindet sich die Autobahnabfahrt Klagenfurt Ost.

## Geschichte
Im Jahr 1973 wurde Hörtendorf zusammen mit einem Teil der Gemeinde Ebenthal in Kärnten (südlich der Völkermarkter Straße) und einem Teil der Gemeinde Poggersdorf (östlich der Gurk) in das Stadtgebiet von Klagenfurt am Wörthersee eingemeindet. Zudem wurden der Ort Farchern sowie die Kirche von St. Margareten, die der Pfarre von St. Thomas am Zeiselberg zuzuzählen ist, ebenso eingemeindet.

### Kärntnerslowenische Kulturgeschichte
Kulturhistorisch reiht sich Hörtendorf, das geografisch im Zentralraum des Klagenfurter Feldes liegt, in die kärtnerslowenische Regionalgeschichte, auch wenn dies heutzutage weitestgehend eben Geschichte ist.
Darauf deuten die slowenischen Ortsnamen (bzw. solche, die aus dem Slowenischen inkulturiert wurden), ebenso die Hausnamen und Vulgonamen und Flurnamen slowenischen Ursprungs. Auch die Sozialgeschichte sowie die Kirchengeschichte sind davon geprägt. Das Dekanat Tainach ist bis heute kirchenrechtlich zweisprachig, während die Pfarren St. Jakob an der Straße und St. Thomas am Zeiselberg nach dem Schematismus von 1917/18, also in der Zwischenkriegszeit, kirchenrechtlich als zweisprachig galten. Als Anton Tscharre (unten) 1849 geboren wurde, konnte er nicht Slowenisch lernen, was seine spätere Tätigkeit in der Untersteiermark zusätzlich erklären mag. Der historische slowenische Dialekt, der noch in Feldforschungen beforscht wurde, ist eben jener der Südkärntnern Zentralraums. Dazu reiht sich auch der besondere Status des Edlingers und Herzogbauern in Blasendorf, der den Inthronisierungsritus zunächst der karantansichen Fürsten und später der Kärntner Herzöge (Kärntner Herzogseinsetzung) leitete (bis 1414 auf Slowenisch).

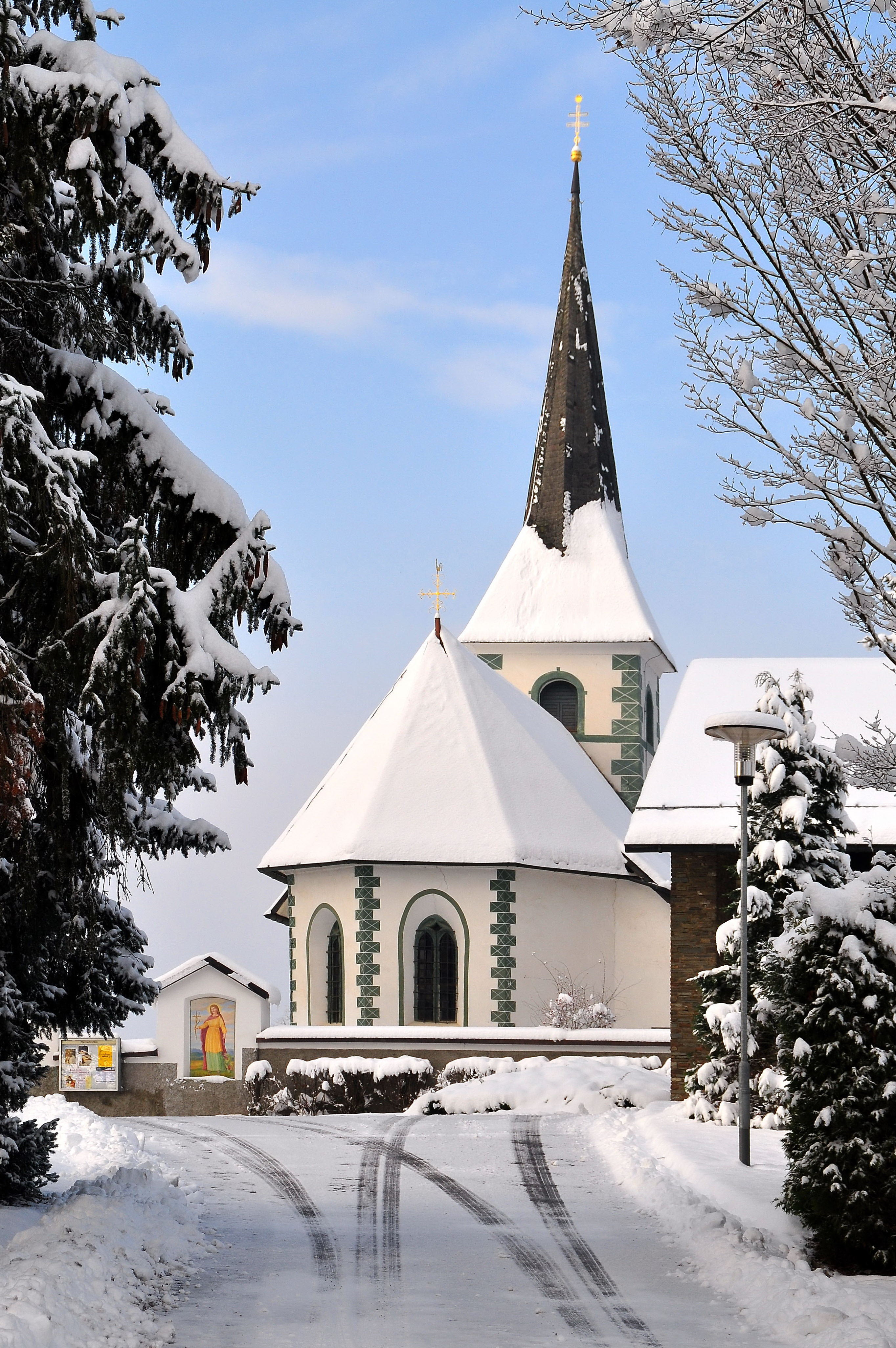
Filialkirche Heilige Margaretha

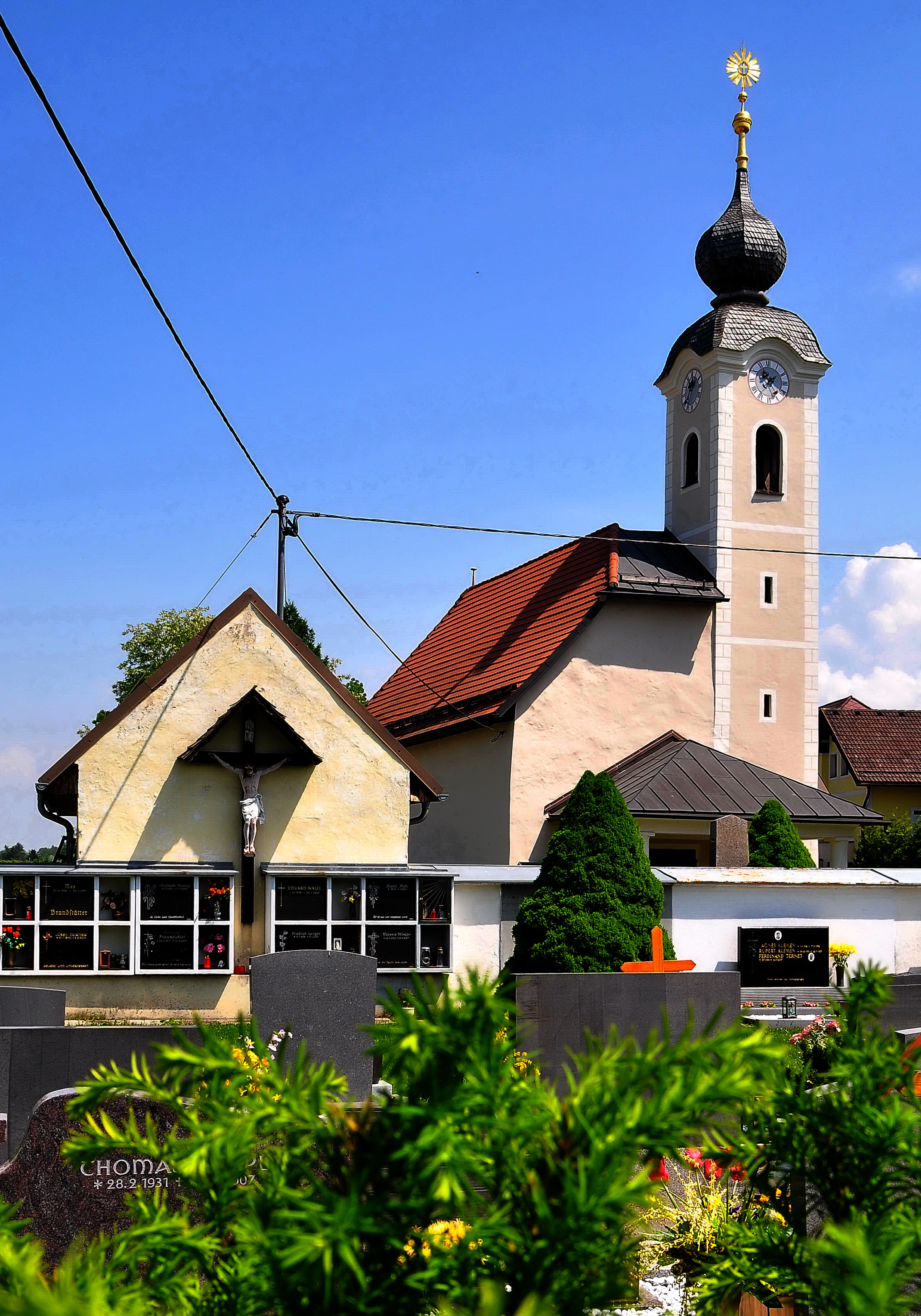
Pfarrkirche Heiliger Jakobus der Ältere

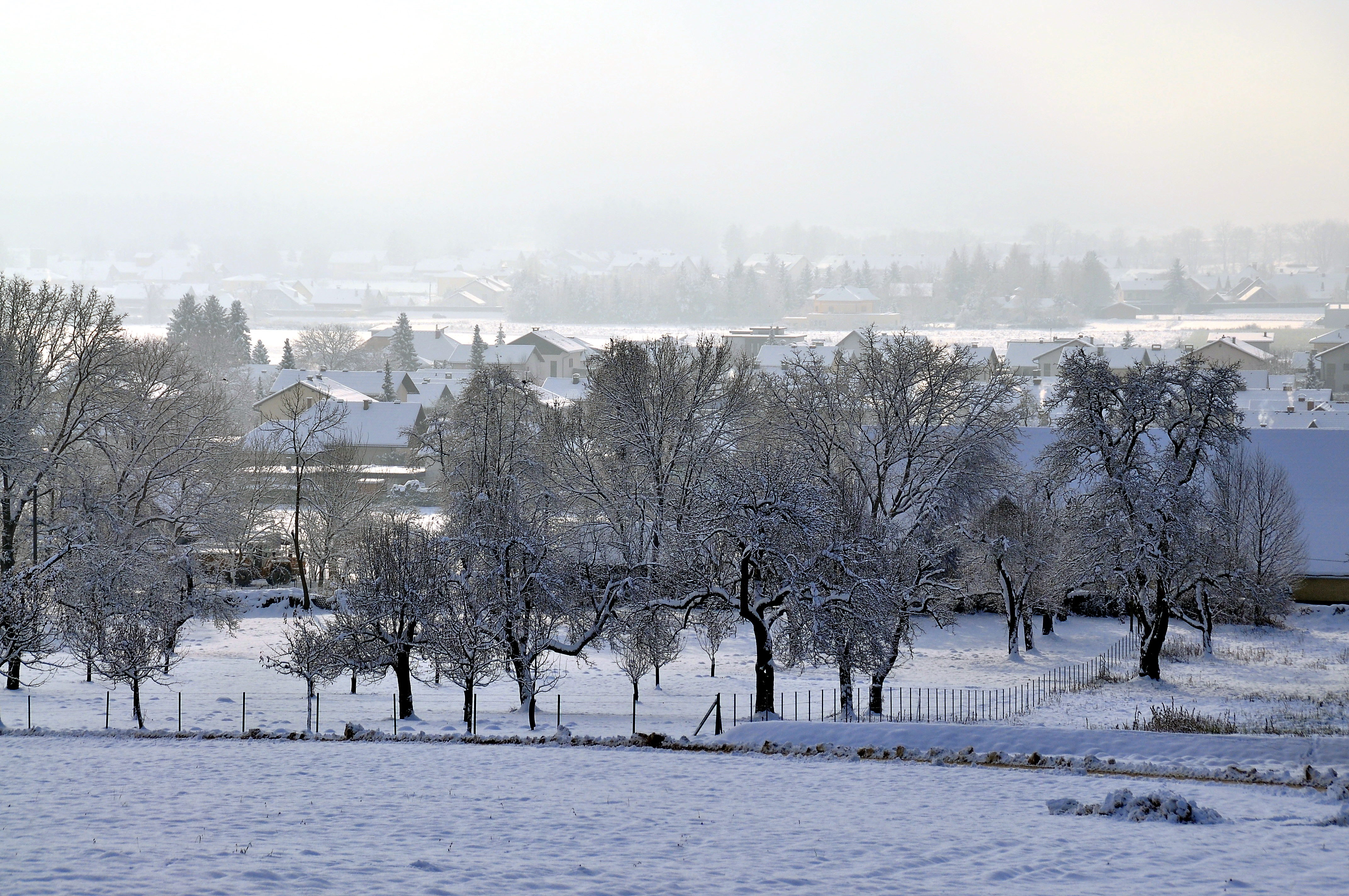
Winterliche Ortschaft Hörtendorf

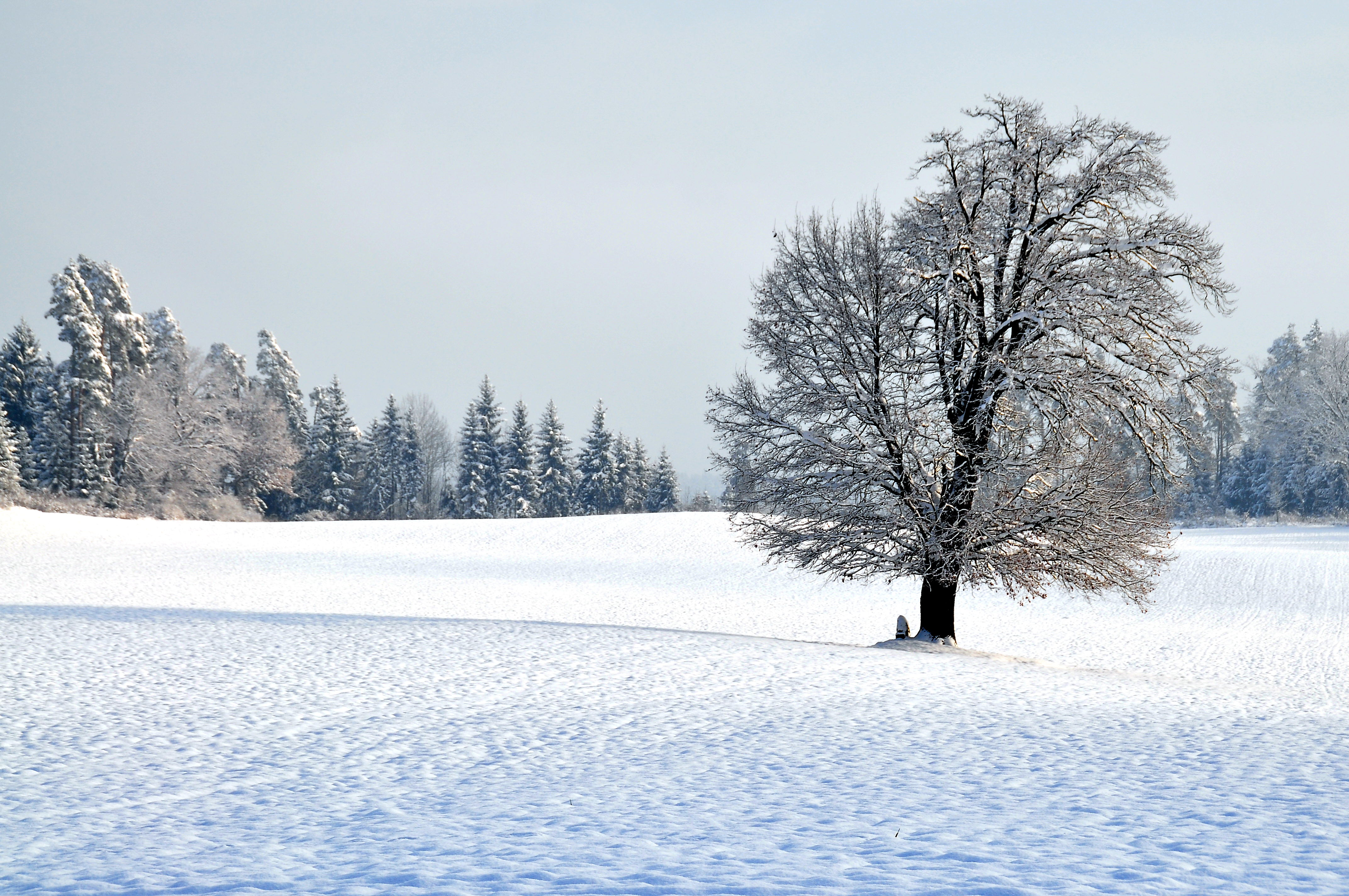
Einzelbaum inmitten der Fluren nördlich der Ortschaft Hörtendorf

### Gasthof Pauker in Pokeritsch

#### Anton Tscharre (1849–1905)
Der Gutsbesitzer und ein Politiker der Deutschen Volkspartei wurde am 12. September 1849 in Pokeritsch bei St. Jakob an der Straße geboren. Anton Tscharre besuchte in Klagenfurt die Realschule, diente beim Landwehr-Infanterieregiment Nr. 4 und quittierte im Alter von 32 Jahren im Rang eines Oberleutnants seinen Dienst. Er befand sich dann als Gutsverwalter bei einem Baron in der Untersteiermark, bis er schließlich in Graz als Weinhändler tätig wurde. Im Jahr 1885 übernahm er in der Ortschaft Pokeritsch den Hof seiner Eltern, den Paukerhof, und baute ihn zu einem Musterbetrieb aus. im Jahr 1900 wurde er der Präsident der Landwirtschaftsgesellschaft. Ab dem Jahr 1901 war er Abgeordneter im Reichsrat. Anton Tscharre erlag am 26. Juni 1905 einem Herzleiden. Er wurde in St. Jakob an der Straße begraben.

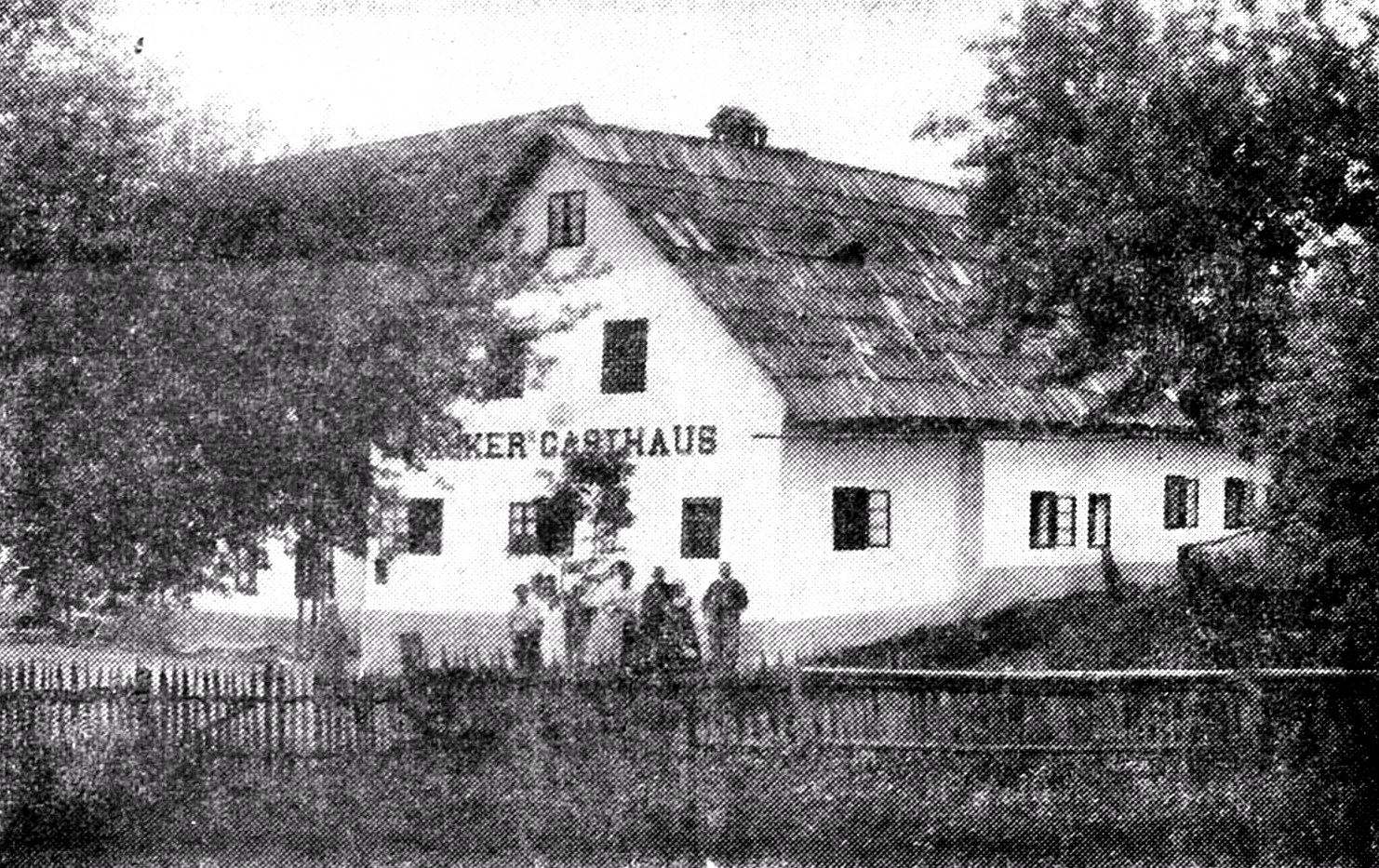
Pauker´s Gasthaus in Pokeritsch (heute privates Wohnhaus)
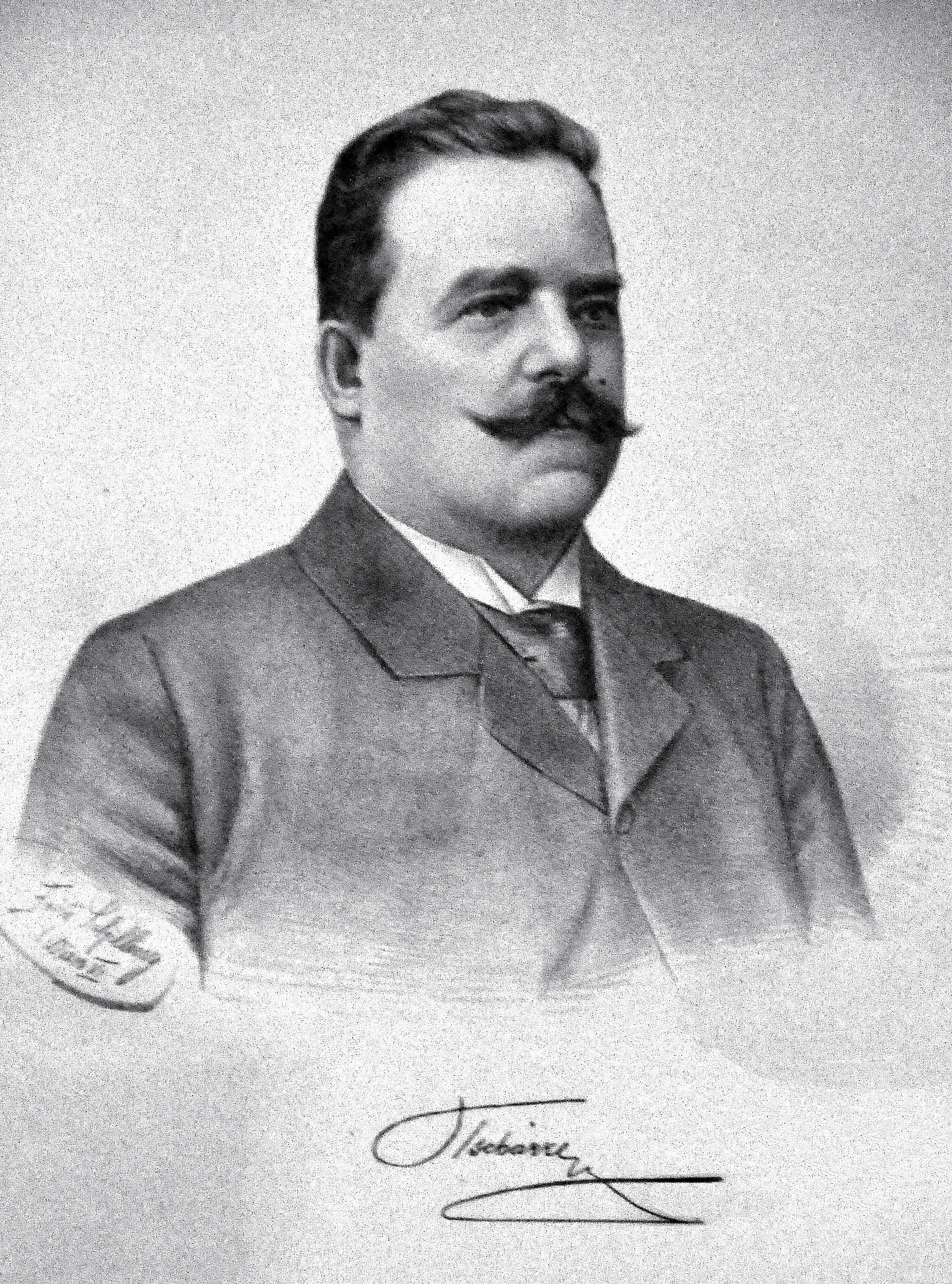
Anton Tscharre (1849–1905), ehemaliger Besitzer von „Pauker´s Gasthaus“
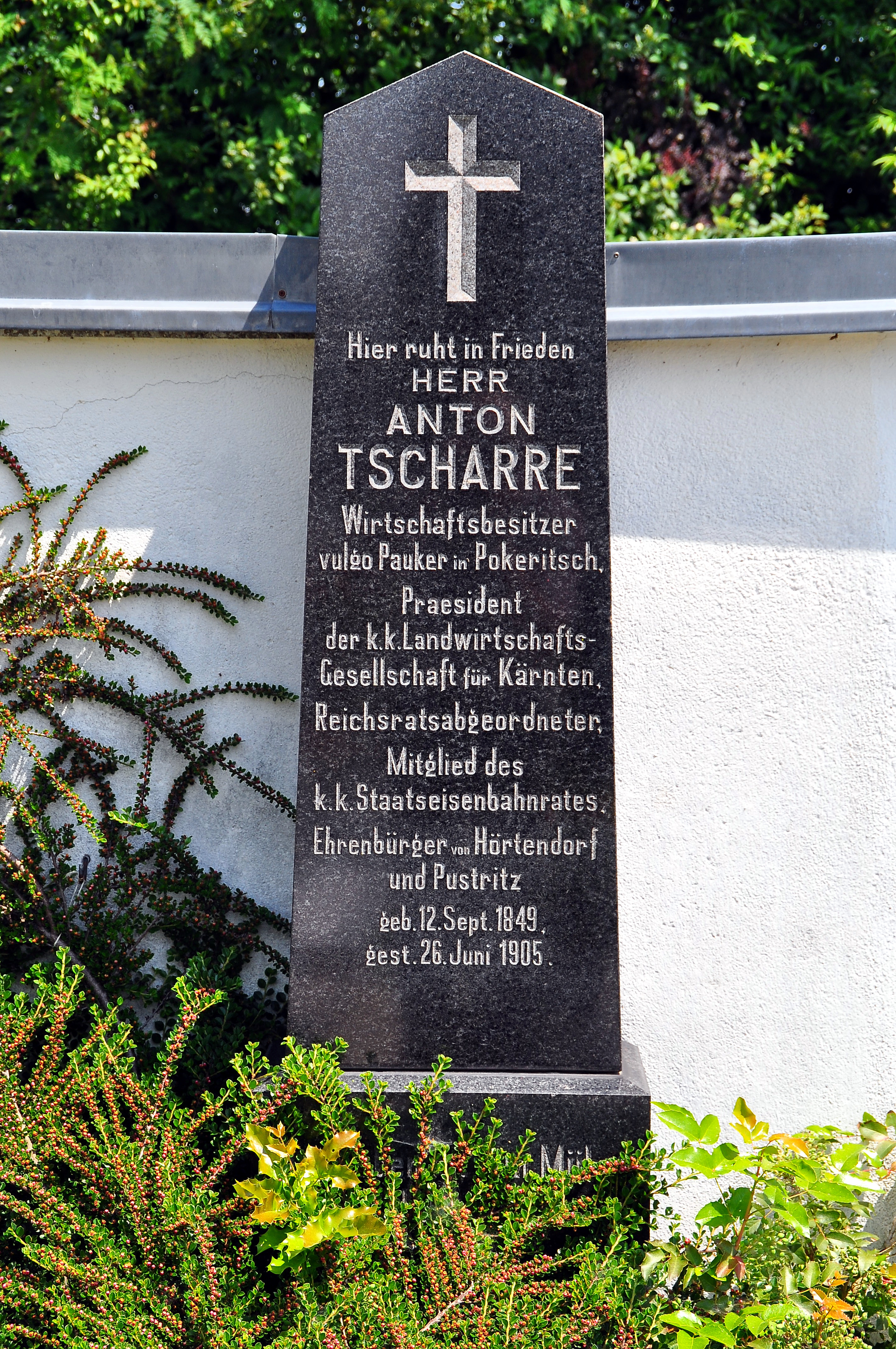
Grab von Anton Tscharre, Gutsbesitzer von vulgo Pauker
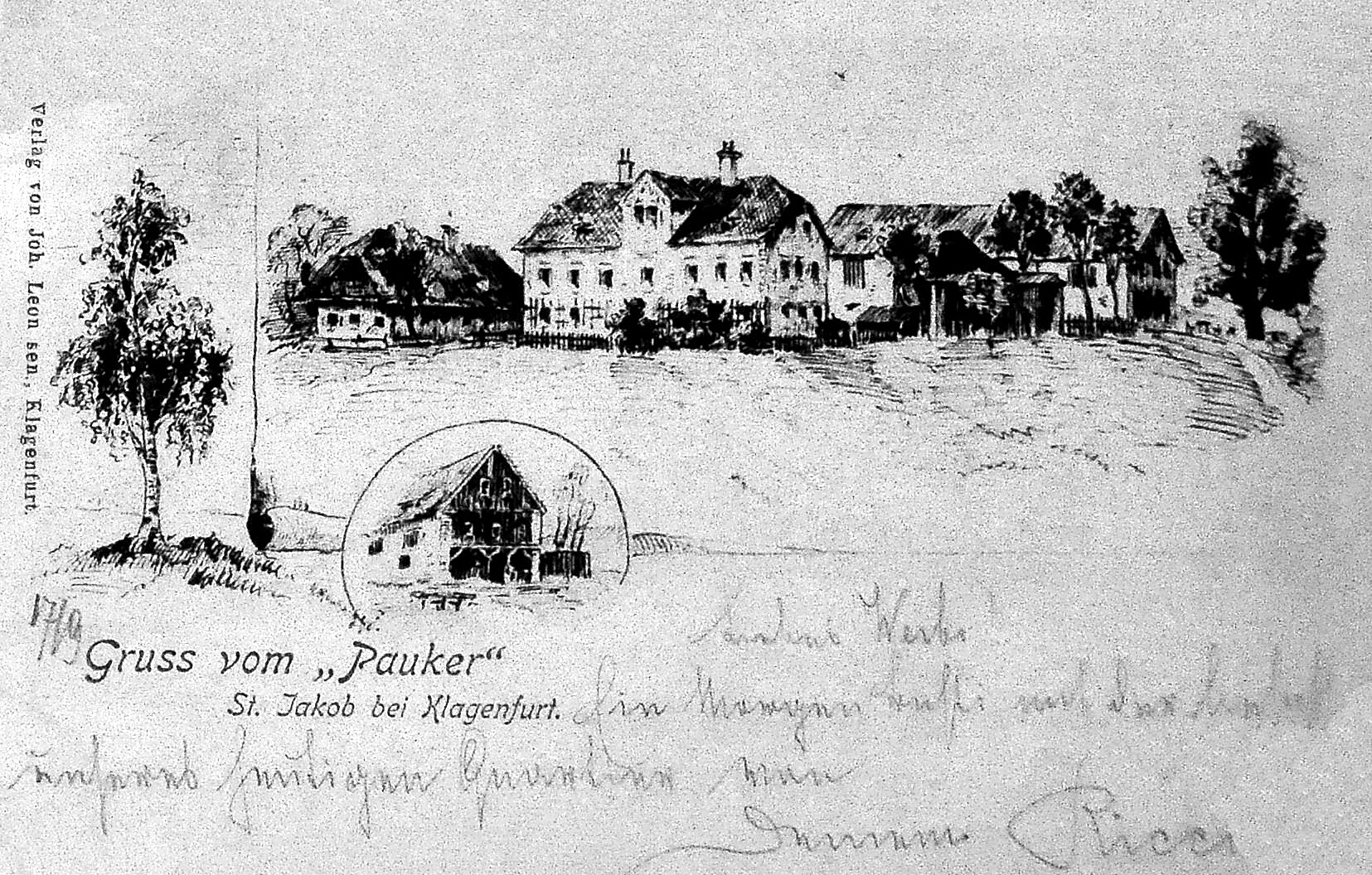
Gasthof Pauker auf einer alten Postkarte

## Bauwerke und Sehenswürdigkeiten

### Bauwerke
- Pfarrkirche Heiliger Jakobus major
- Kirche St. Margaretha mit Friedhof
- Gemeindeamt Hörtendorf (ehemalig)
- Farchernhof in Farchern

### Filialkirche Heilige Margaretha

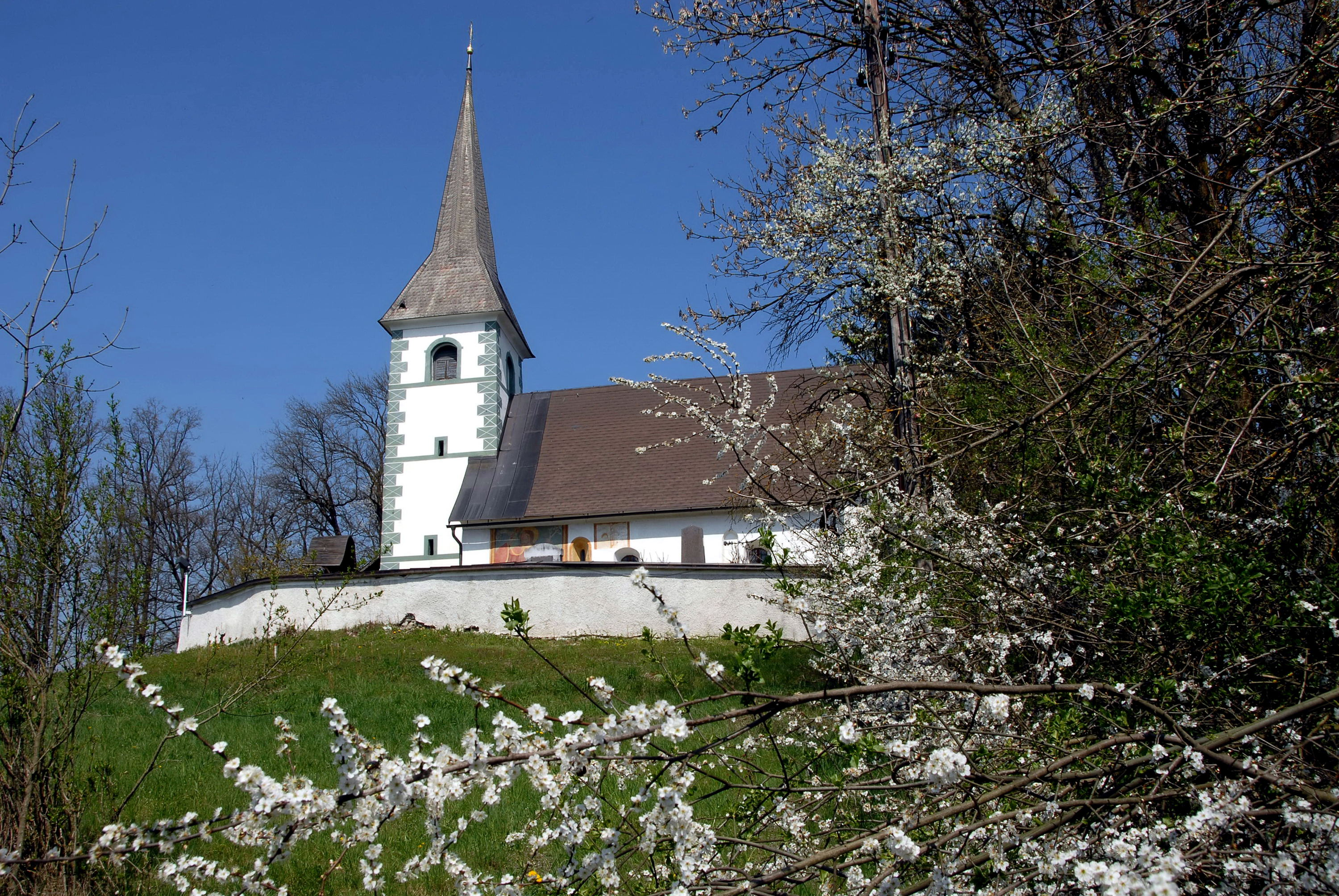
Süd-Ansicht
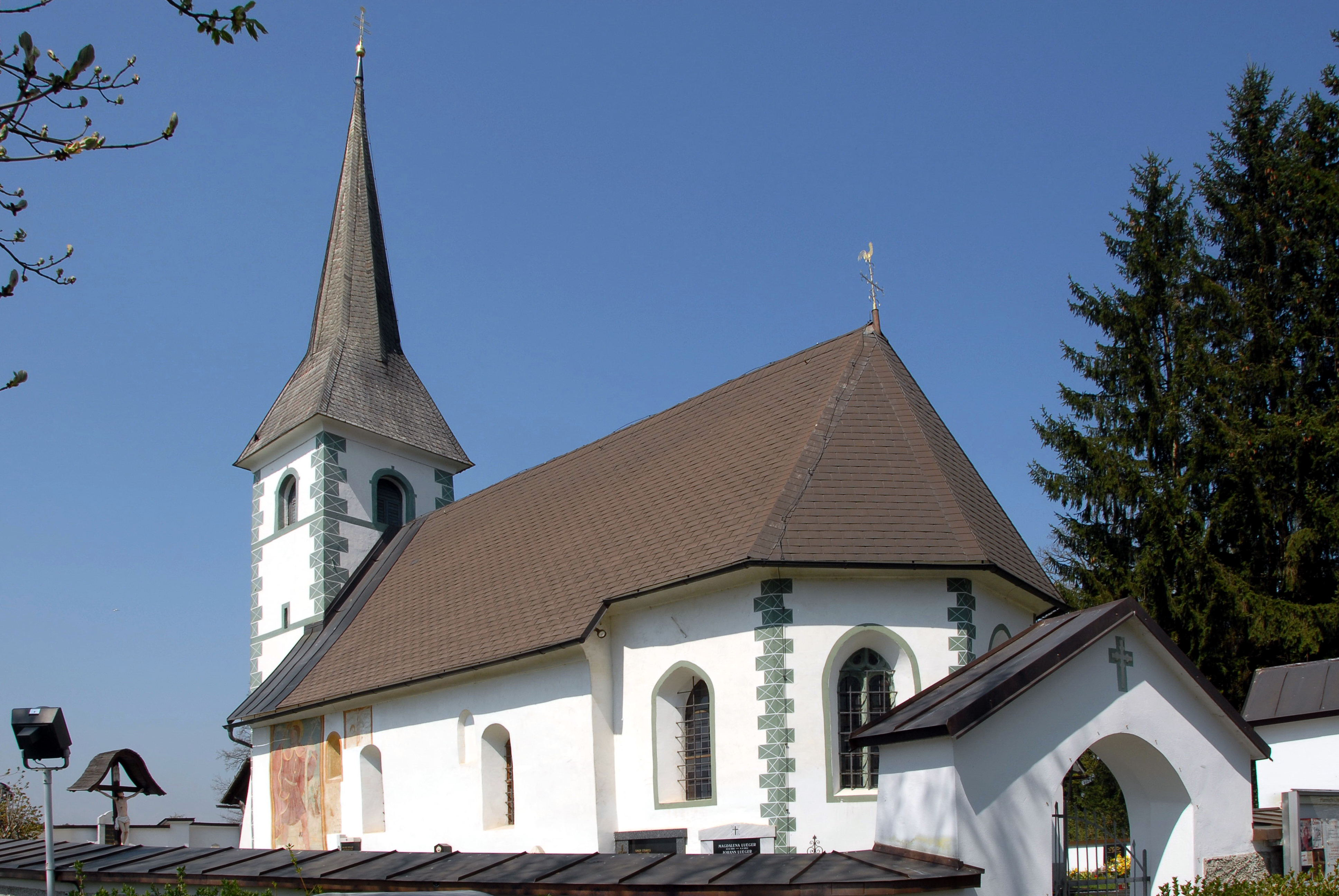
Südost-Ansicht
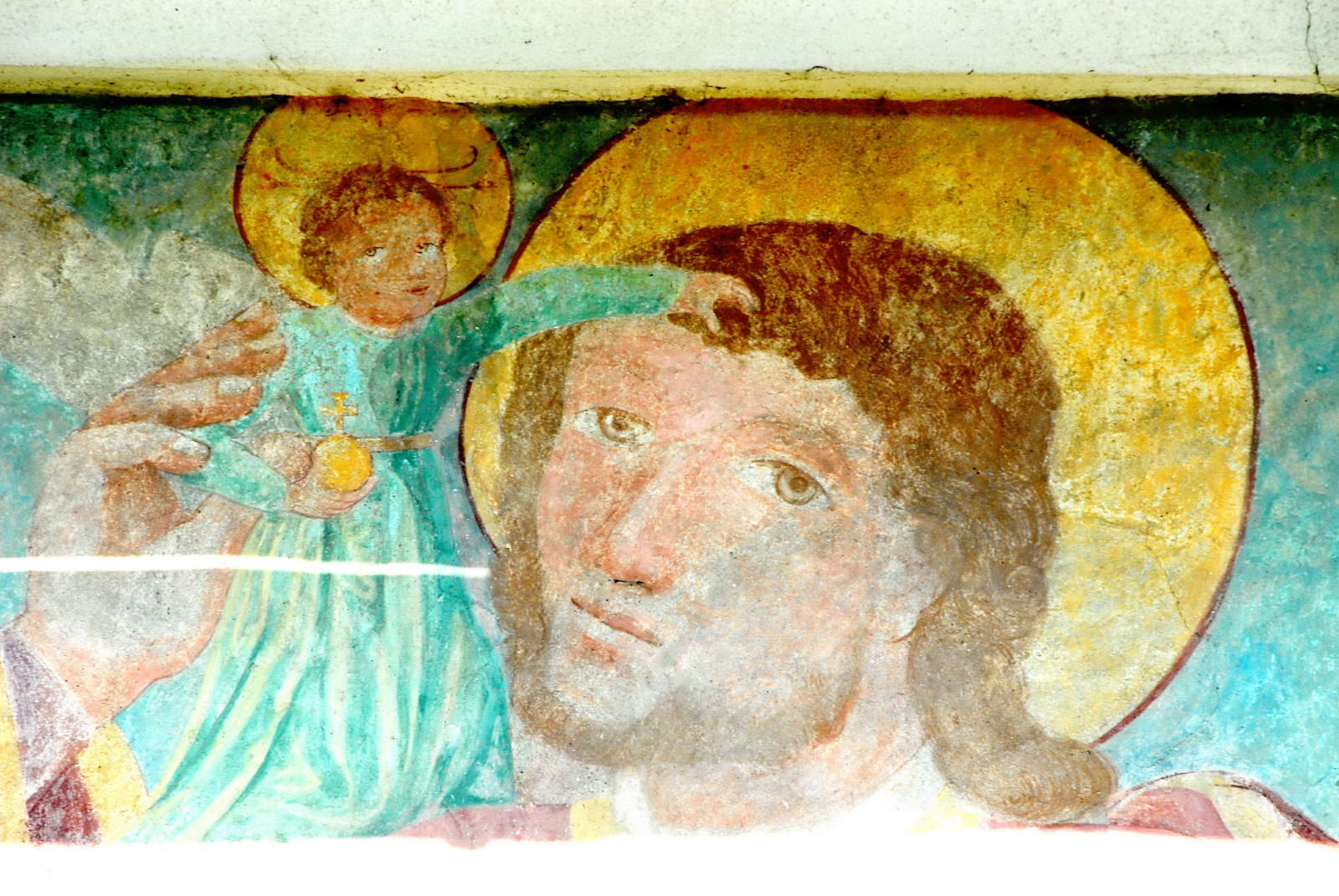
Ausschnitt des Christopherus-Freskos (Kirchen-Südwand)

## Gutshöfe und Landsitze

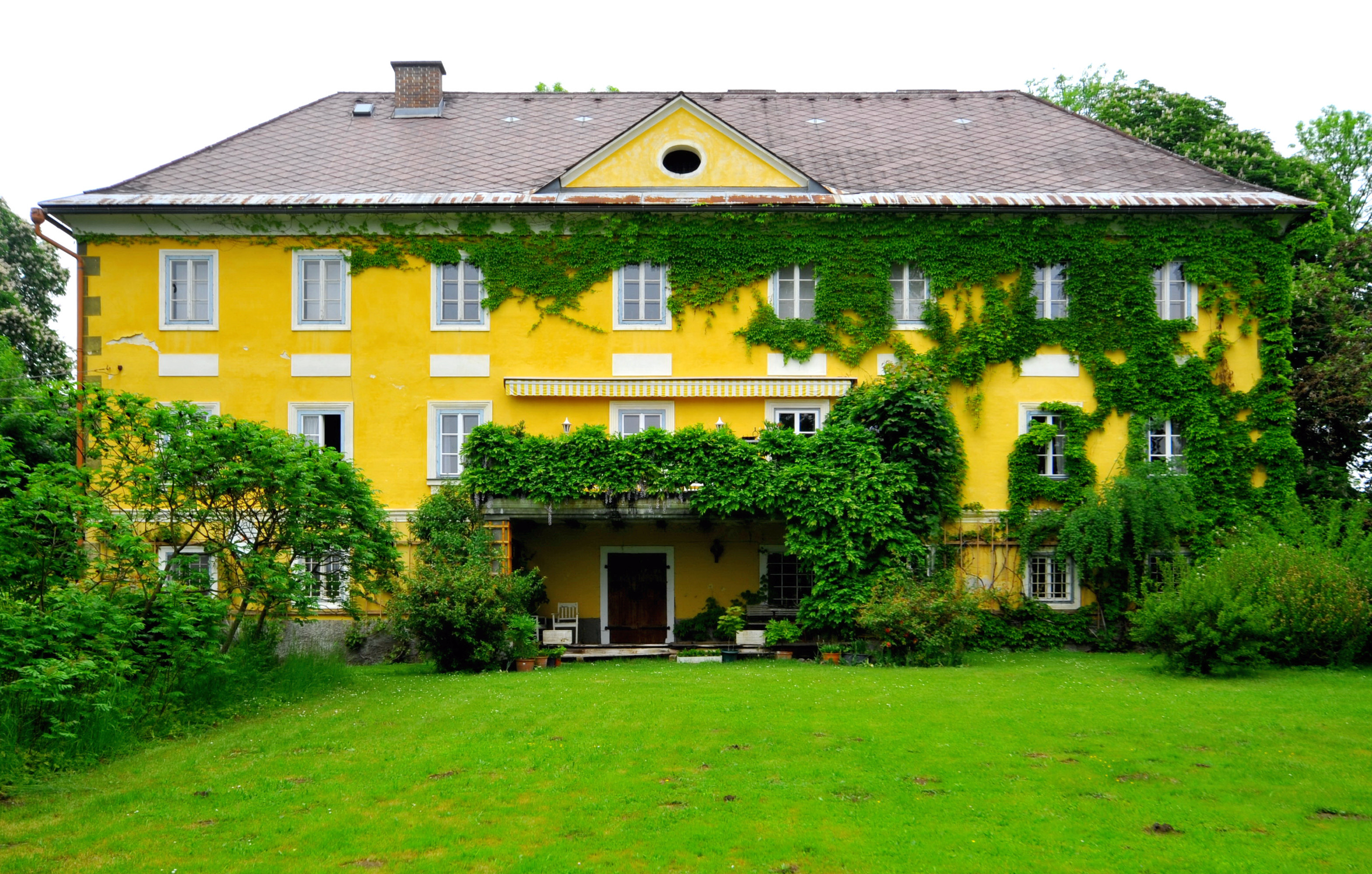
Farchernhof

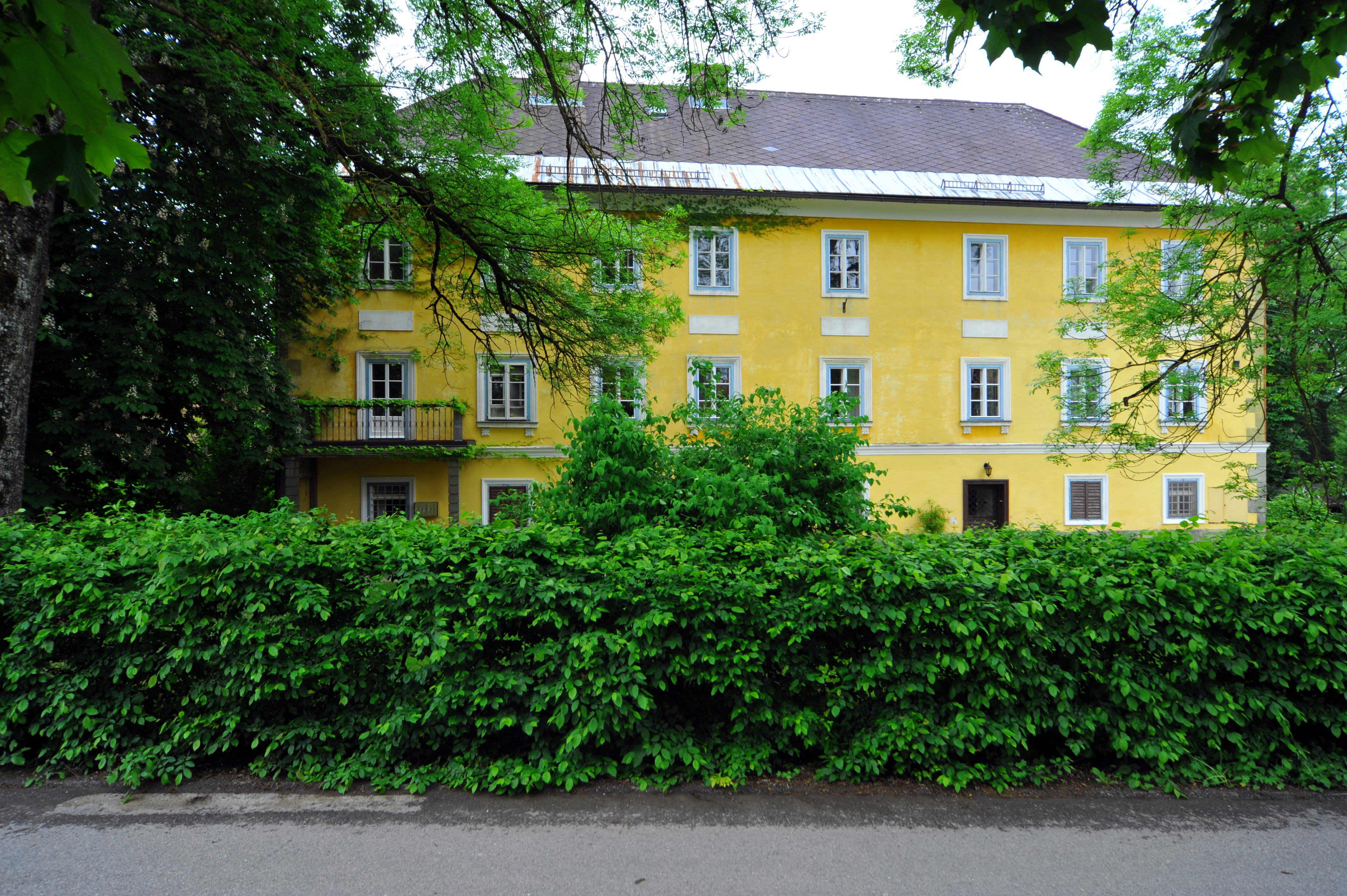
Nordansicht des Farchernhofes

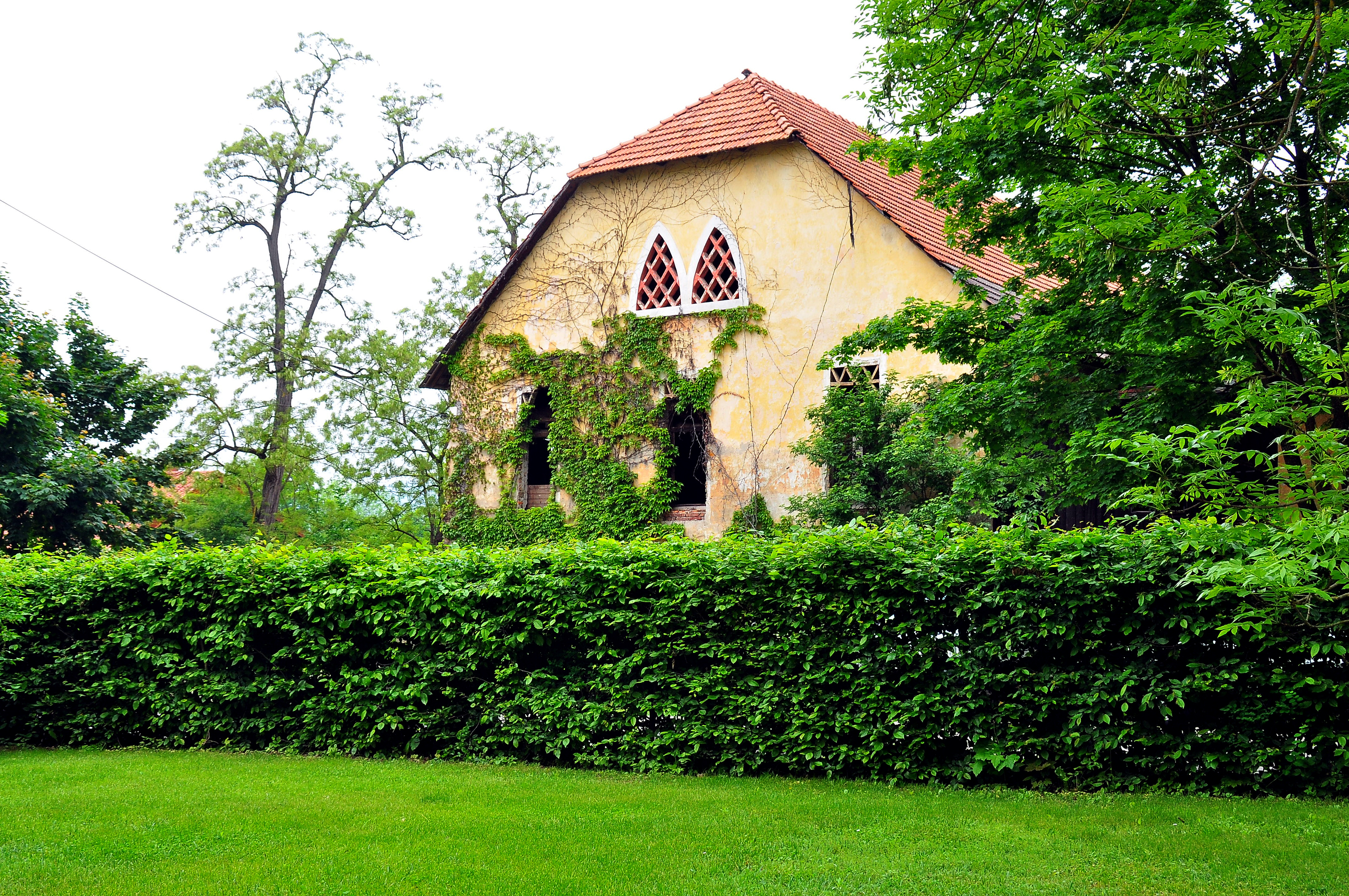
Stallgebäude in Farchern

### Farchernhof
Dieser gehörte ursprünglich zur Herrschaft Portendorf und wurde in den Jahren 1745 bis 1822 insgesamt zwölf Mal verkauft. Erst nach dem Brand des Schlosses Portendorf zu Beginn des 19. Jahrhunderts erfolgte der Ausbau des alten Farchernhofes zu einem Herrenhaus. Im Jahr 1822 erfolgte eine Versteigerung des Besitzes, da sich Urban Leitgeb, der ihn im Jahr 1813 erworben hatte, sich durch den Ausbau verschuldete. Neuer Schlossherr wurde Karl Felix Tschabuschnigg. Nach zweimaligem Verkauf folgte im Jahr 1861 Karl Freiherr von Knobloch als Besitzer, der im Jahr 1865 auch Gut Portendorf erwarb. Doch auch er veräußerte bald seinen Besitz. Dr. Josef von Vest kaufte von Josef Wehsiken im Jahr 1881 den Farchernhof. Sein Sohn, Dr. Hermann von Vest, erweiterte im Jahr 1904 den Bau auf das bis heute bestehende Ausmaß hinsichtlich seiner Grundfläche. Im Jahr 1928 erwarb Erich von Boehm-Bezing den Besitz. Am Anfang der 1970er Jahre wurde durch Erich von Boehm-Bezings, dem Sohn Leopolds, das Herrenhaus um ein weiteres Stockwerk aufgestockt und gleichzeitig wurde dabei die Fassade renoviert.
Der langgestreckte, dreigeschoßige, über rechteckigem Grundriss aufragende Bau besitzt ein niedriges Walmdach, das südseitig durch einen Dreiecksgiebel mit einem Ovalfenster belebt wird. An der Südseite des Baus ist die Gebäudemitte zusätzlich durch einen von schlanken Pfeilern getragenen Balkon mit zierlichen Eisengittern belebt. Dieser Balkon überdacht schützend die Eingangstüre. Die Gegenseite besitzt jedoch nur einen kleinen Balkon am Gebäudeeck.
Das Erdgeschoß ist von den Obergeschoßen durch ein breites Putzband getrennt, während ein entsprechendes Band zwischen den Obergeschoßen nicht durchläuft, sondern auf jeweils die Breite der Fenster aufgeteilt ist. Alle Fenster, acht an den Längs- und zwei an den Schmalseiten, besitzen einfache Putzfaschen und die Gebäudeecken sind durch Quader betont. Vor der Südseite des Herrenhauses stehen beidseitig kleine „Kavaliershäuschen“, die dem Bau ein schlossartiges Gepräge verleihen.

### Tauschitz-Villa
Die Schotter- und Transportfirma Tauschitz hat ihren Unternehmenssitz in einem Hörtendorfer Landhaus.

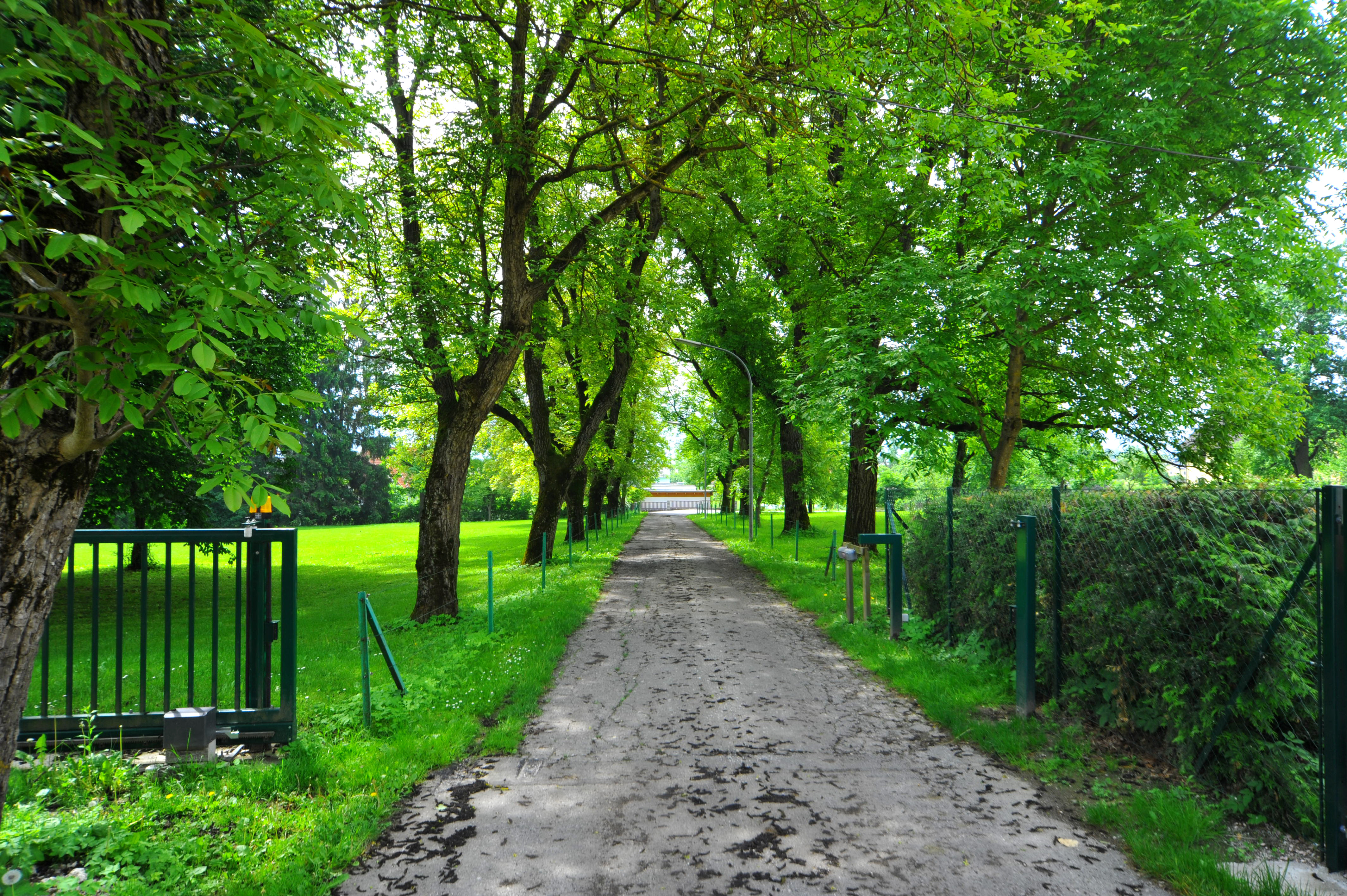
Zufahrts-Allee zum Firmensitz der Firma Tauschtiz
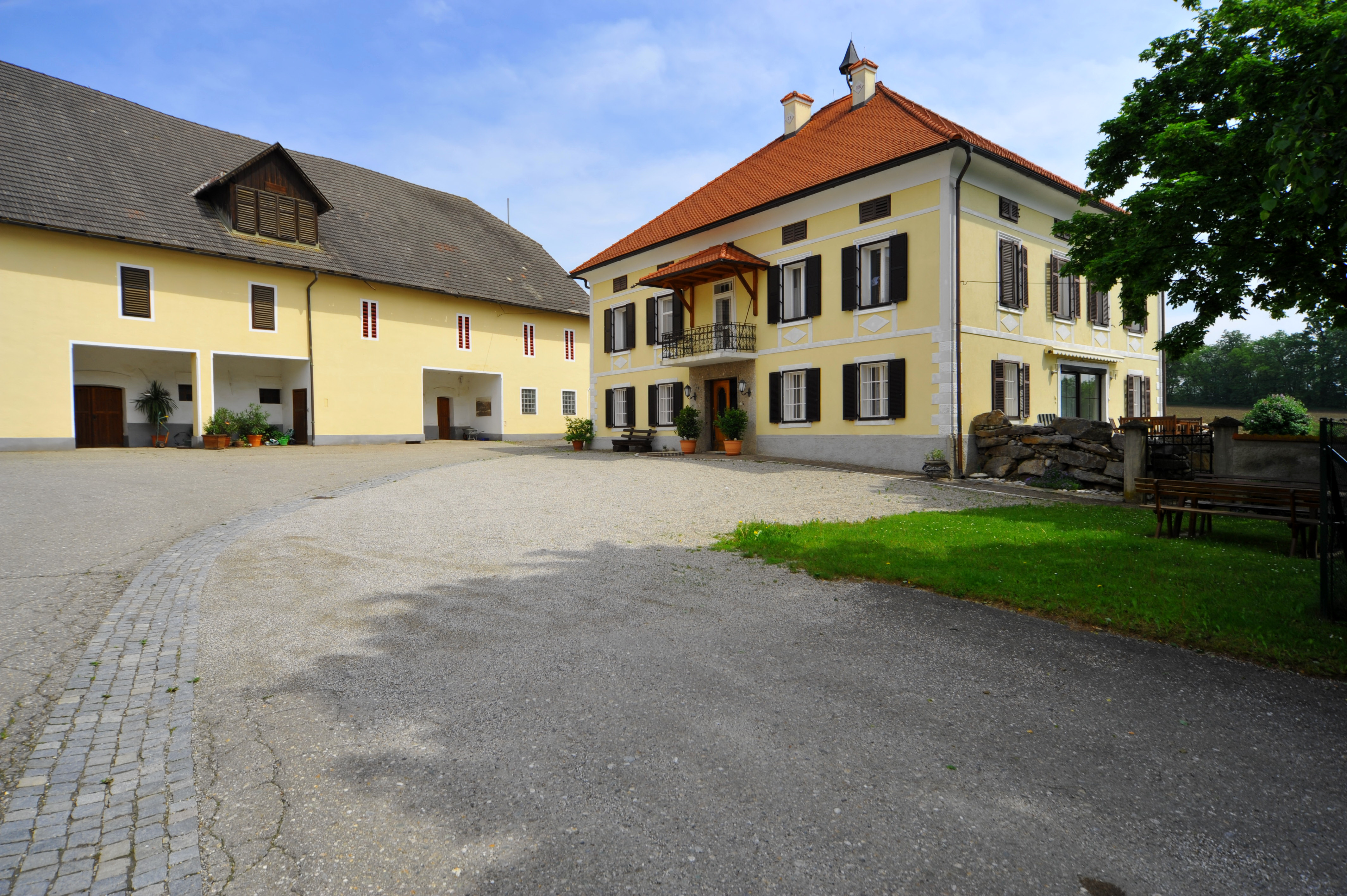
Villa am Sitz der Firma Tauschitz

### Grabenhof
Vom in Gottesbichl am Grabenhofweg Nr. 42 erbaute Herrenhaus mit Walmdach und südseitigem Dreiecksgiebel mit einem Rundfenster blickt man über Klagenfurt hinweg bis zu den Karawanken.

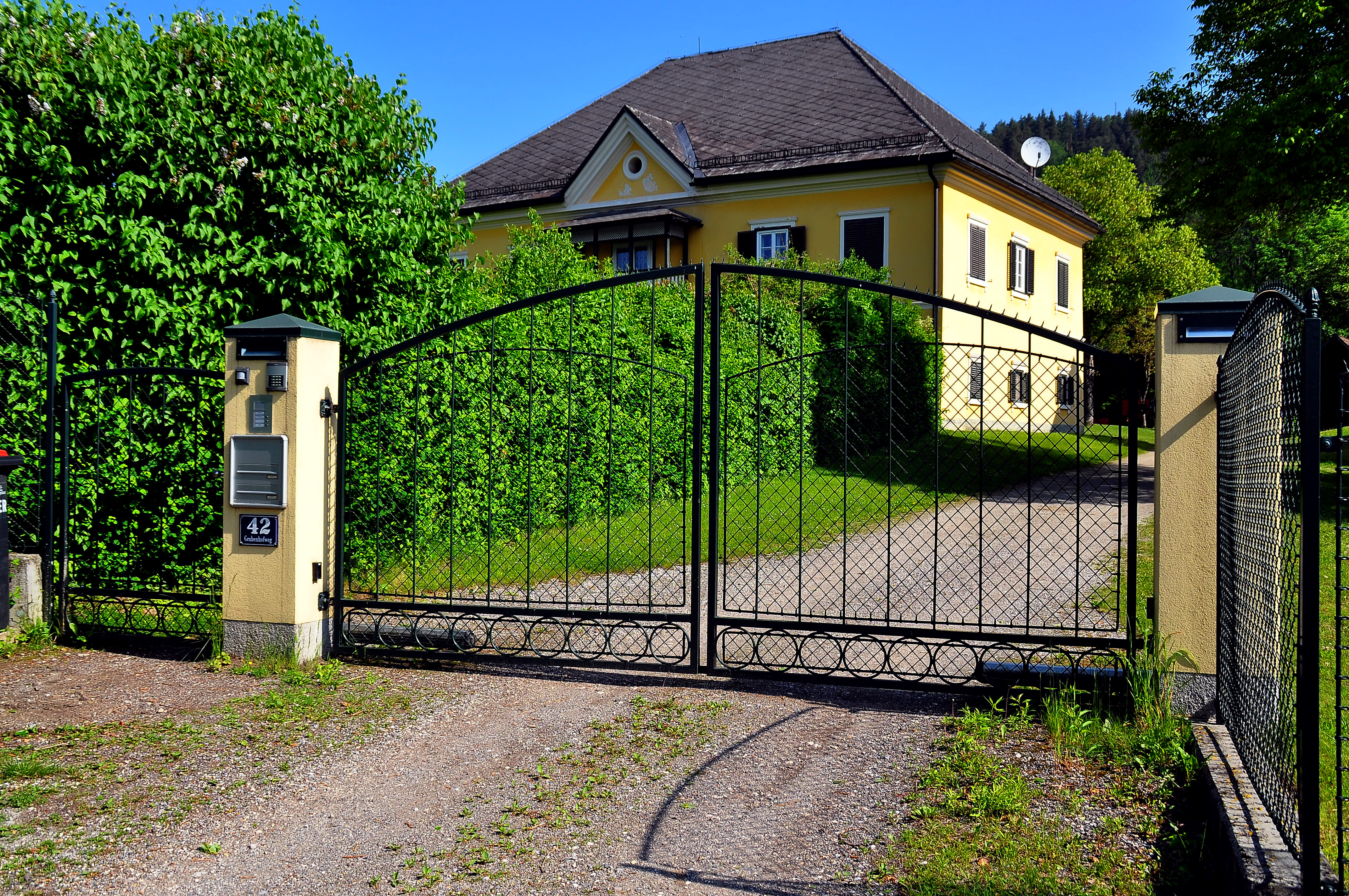
Grabenhof in Gottesbichl
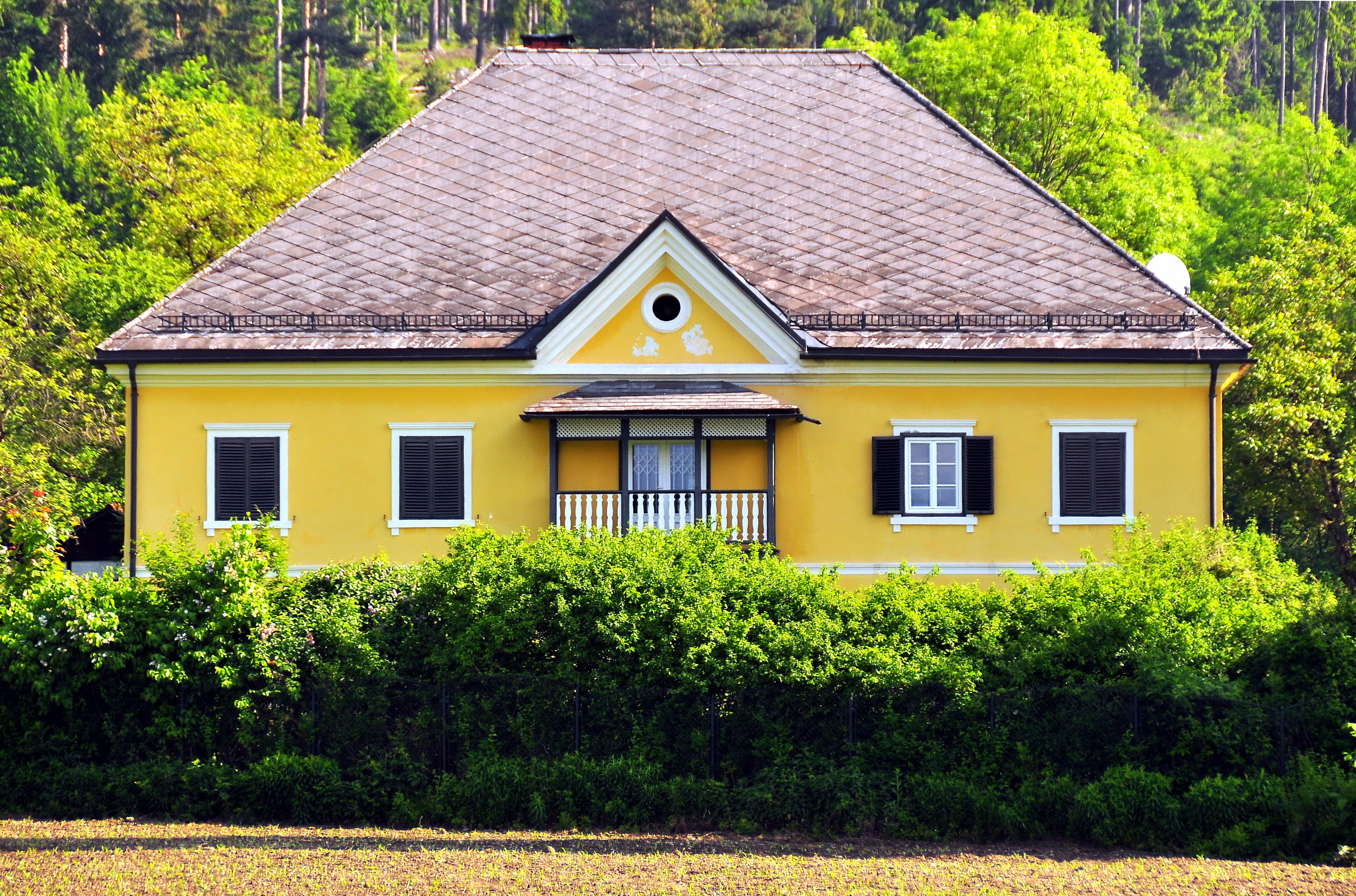
Grabenhof in Gottesbichl

### Vulgo Strutzmann

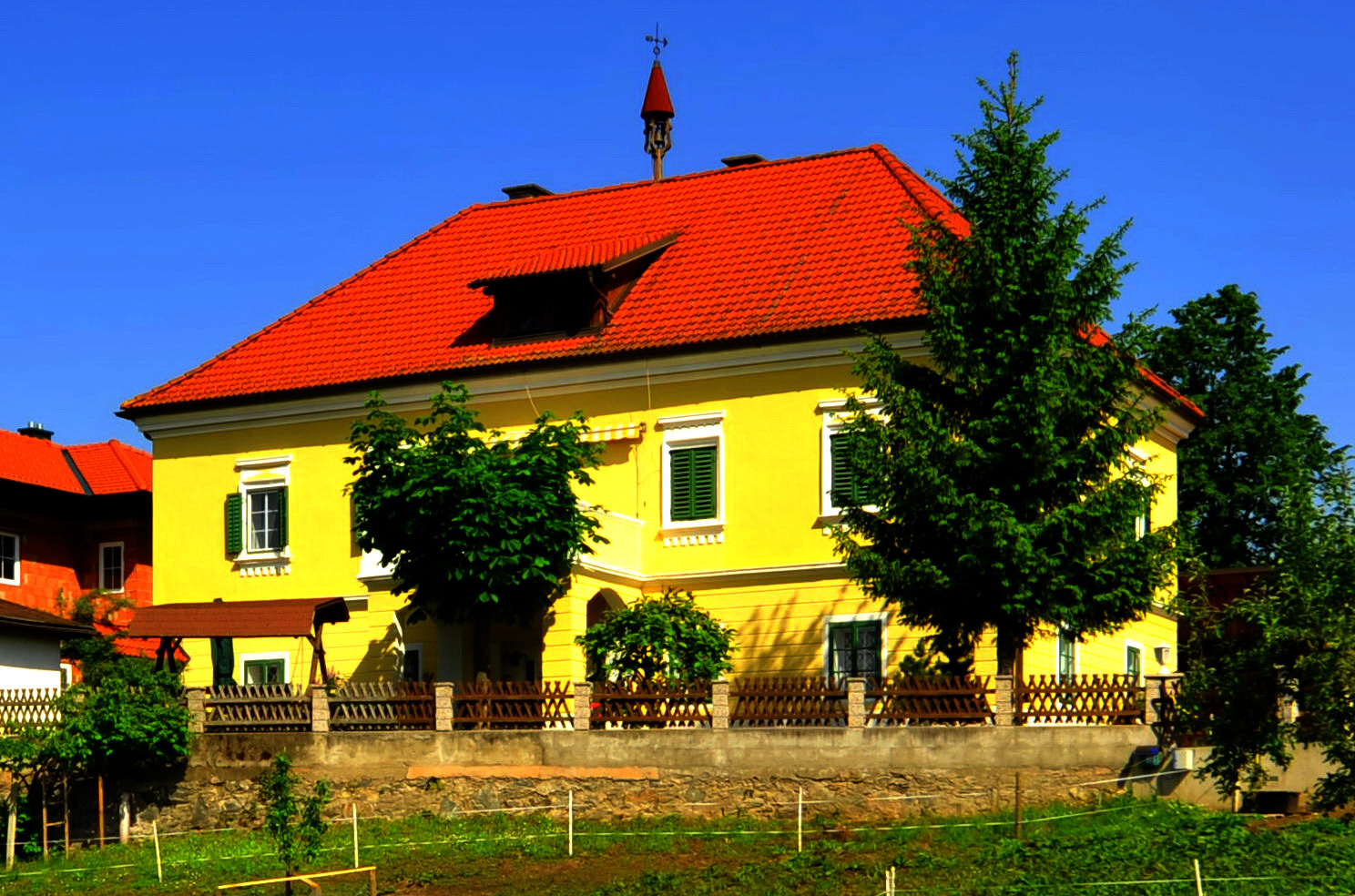
Strutzmann-Stöckl in Blasendorf

Das an den Längsseiten fünfachsige und an den Breitseiten zweiachsige Landhaus ist einstöckig und hat ein Walmdach. Auf dem First reitet ein kleines Glockentürmchen auf. Das Obergeschoß ist vom Erdgeschoß durch ein Putzband getrennt und die südseitige Hauptfront weist einen mittig positionierten, vorbauartig gestalteten Balkon auf.

### Herzoghof

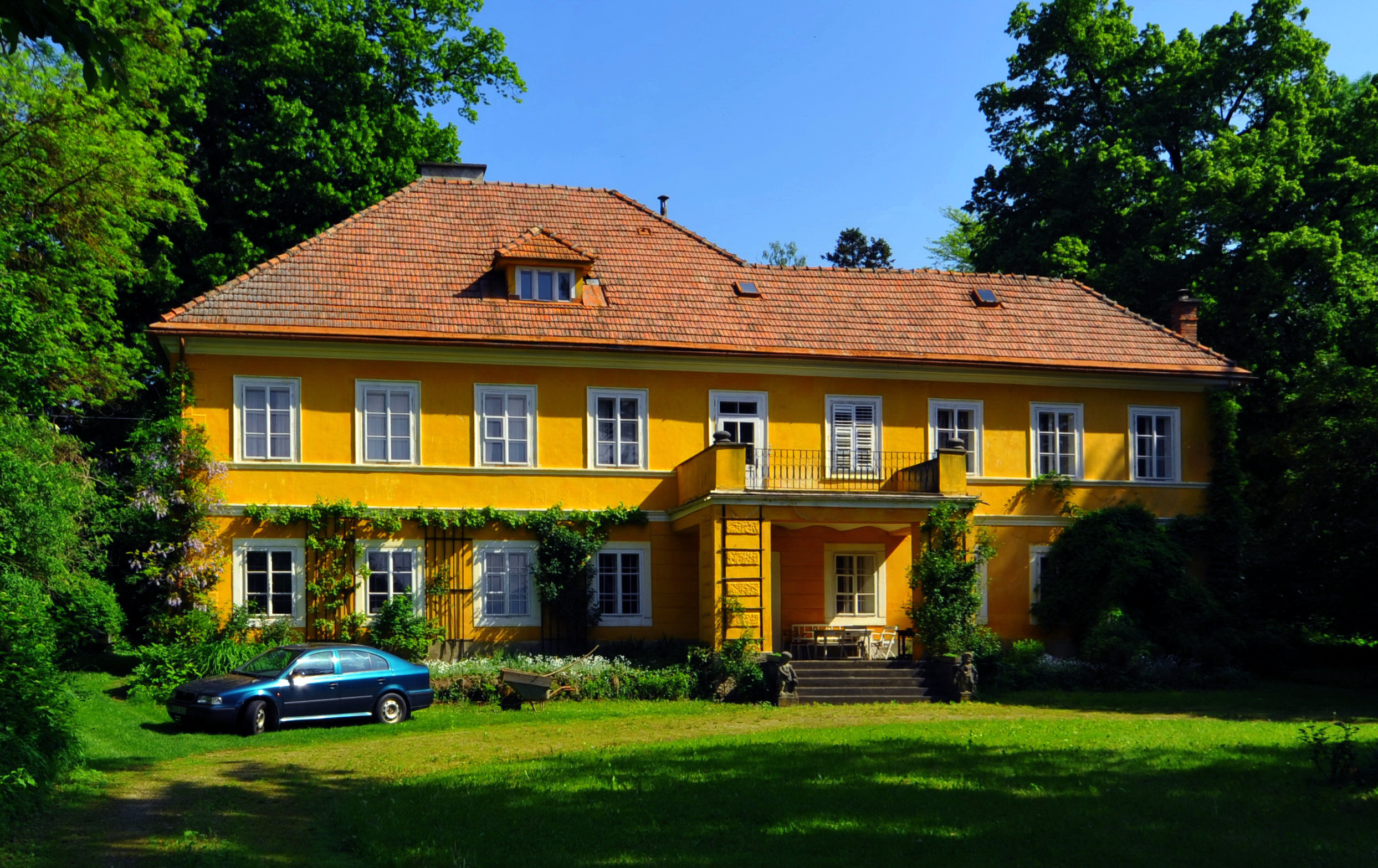
Landgut in Blasendorf

Die „Hube in Blasendorf“ war der Hauptsitz des Herzogbauern. Dieser, ein Edlinger, besaß verschiedene Vorrechte. Sie betrafen nicht nur die Zeremonien auf dem Zollfeld, sondern auch die Abgabenfreiheit für je eine Hube in Blasendorf und Poggersdorf sowie (seit dem Jahr 1729) die freie Einfuhr von 120 Eimern „welschen Weines“, der im dazugehörigen Gasthaus verkauft wurde. Der erste Herzogbauer, der urkundlich genannt wurde (27. März 1414), war Gregor Schatter. Seine Nachkommen nannten sich Herzogbauer oder Edlingbauer oder auch nur Herzog oder Edlinger. In den Kirchenbüchern sind sie unter dem Namen Herzog verzeichnet. Der letzte Herzogbauer schrieb sich selbst Josef Herzog-Edlinger. Er wurde am 27. September 1768 in Blasendorf geboren und starb in ärmlichen Verhältnissen am 4. Juni 1823 in Klagenfurt. Bereits im Jahr 1801 war der Herzoghof verkauft worden. Am 27. Februar 1801 wurde von dort aus das Weinprivileg zum letzten Mal ausgeübt. Für Josef Herzog-Edlinger wurde seinerzeit von den einheimischen Bauern ein großes Begräbnis veranstaltet. Jedoch ist sein Grab in Sankt Jakob an der Straße weitestgehend unbekannt.

### Vulgo Lindner in Nessendorf

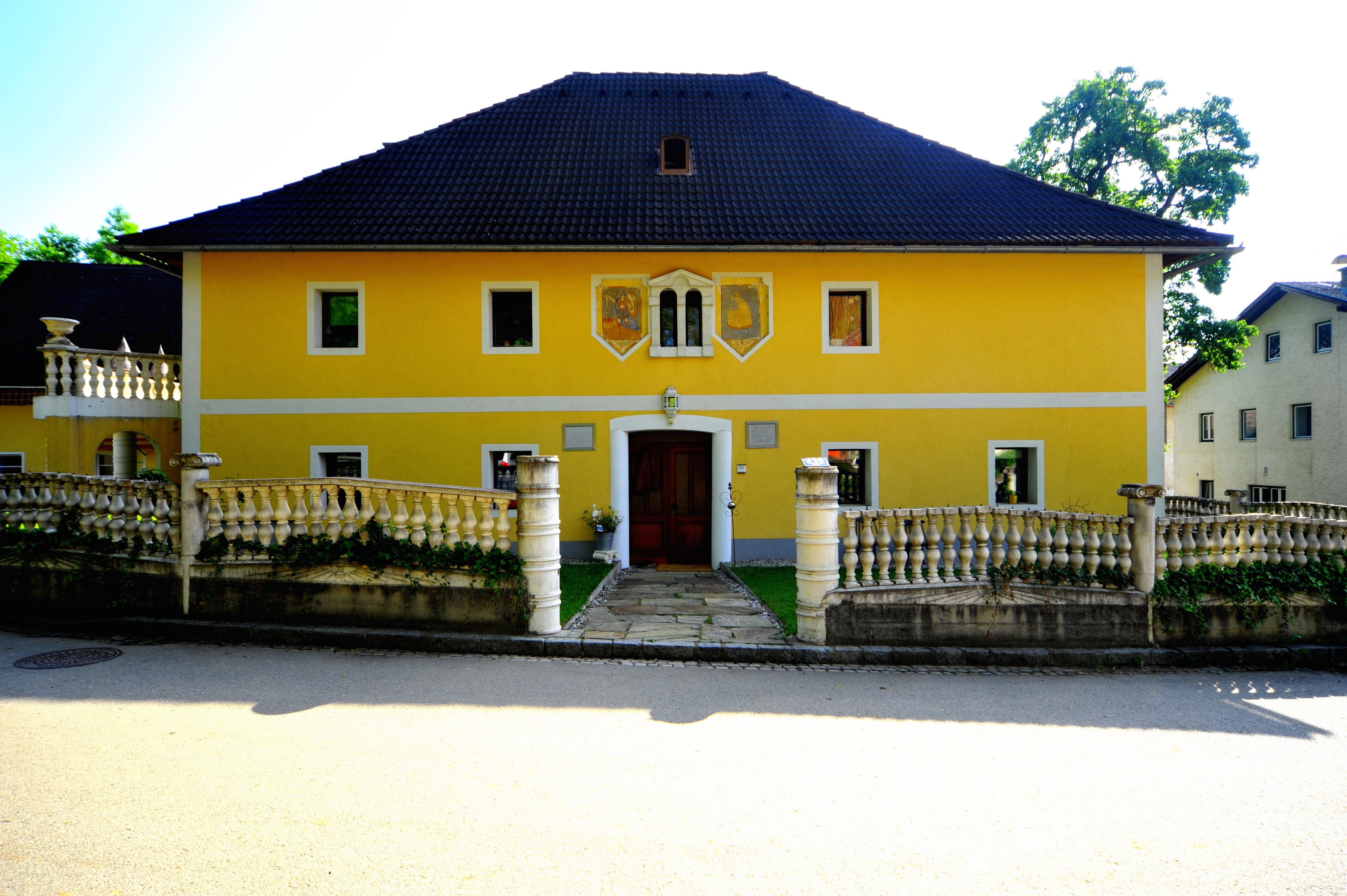
Renovierter Bauernhof

Bis ins 19. Jahrhundert war diese Hube unter dem Vulgarnamen „Tamisch“ bekannt.

### Vulgo Puntschart in Nessendorf
Mit einem Alter von mehr als 500 Jahren, der älteste Bauernhof im Bezirk Klagenfurt.
Am 3. November 2012 wurde der Bildstock des Bauernhauses von dem Dompfarrer zu Maria Saal, Mag. Josef-Klaus Donko, eingeweiht.

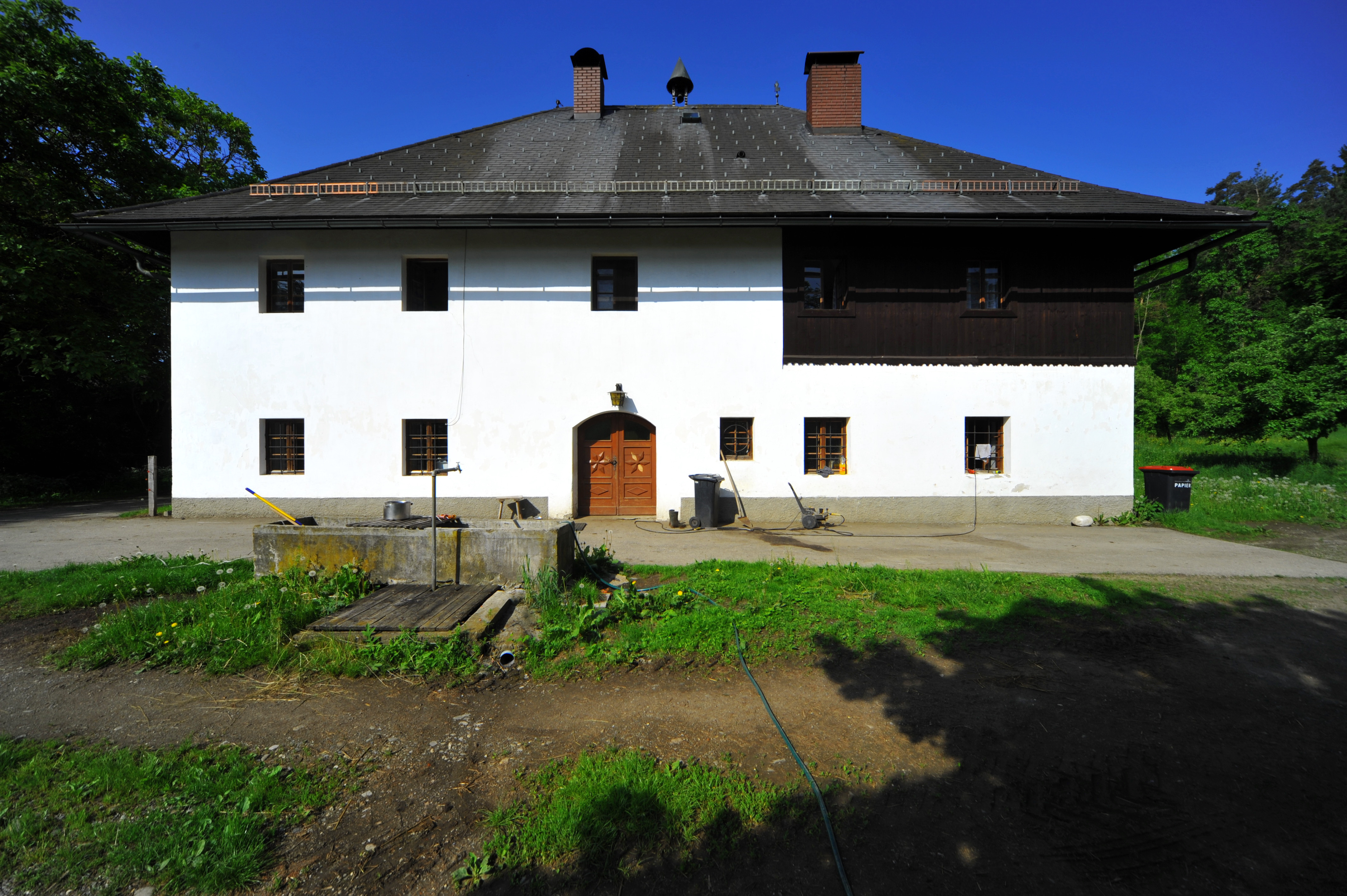
Ältester Klagenfurter Bauernhof
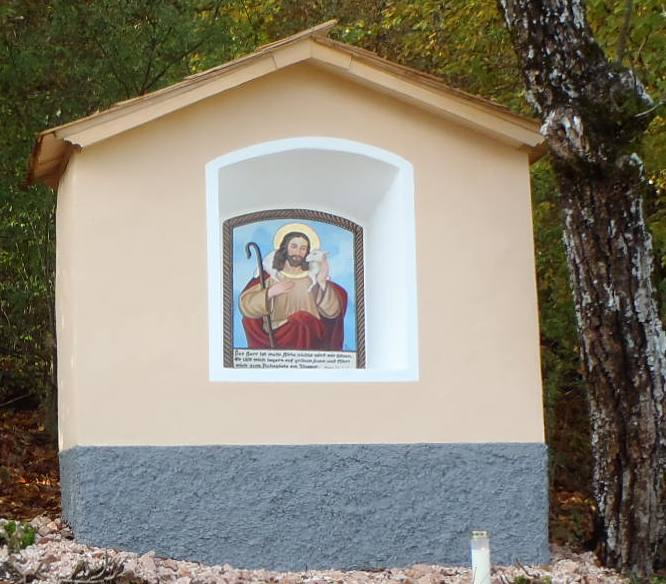
Bildstock des Puntschart Hofes

## Wirtschaft

### Areale
- Areal der Mülldeponie Klagenfurt
- Areal der Schottergrube Klagenfurt

### Industriezone Ost (Industriezone Hörtendorf)
In der Hörtendorfer Industriezone befinden sich einige bedeutende Unternehmen, die auch als wichtige Arbeitgeber für diese Region gelten.

### Internationale Firmen
- KALMAR
- M.A.N.
- Mazda Austria
- Metro
- Hausmann
- ADEG Großmarkt
- IKEA – Klagenfurt (Hörtendorf)
- HILTI
- FELBERMAYR

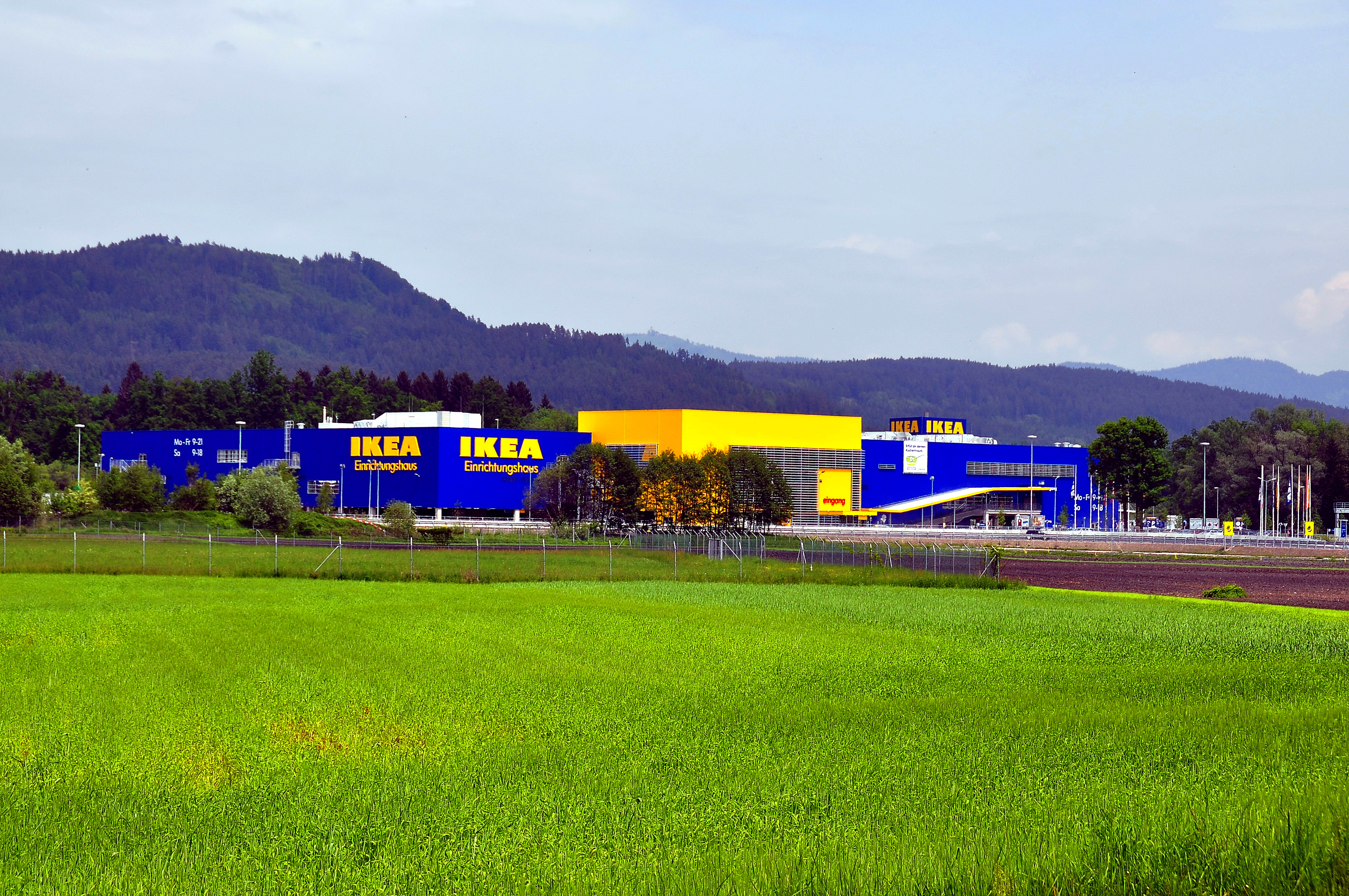
IKEA Möbelhaus
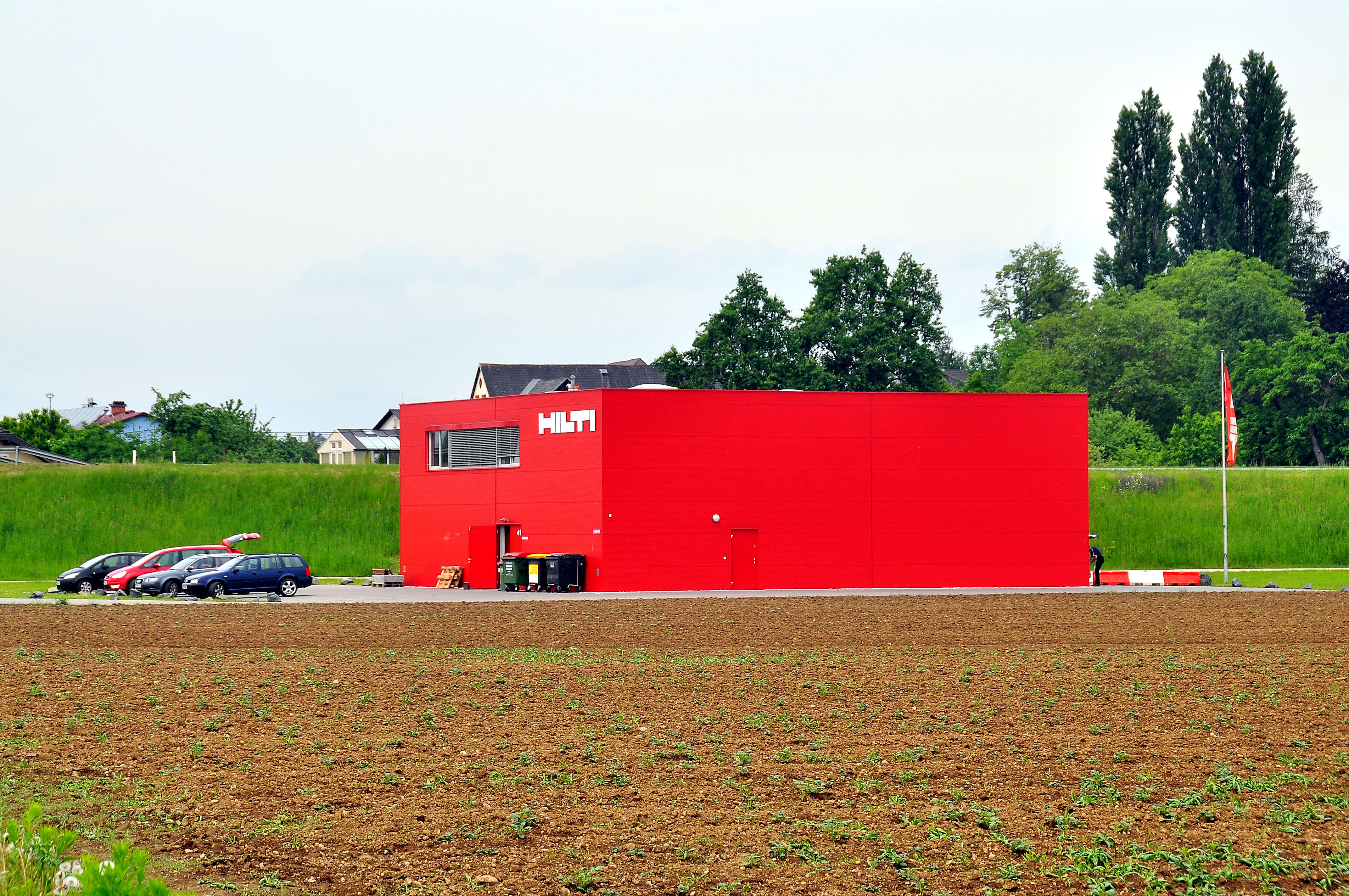
HILTI-Bohrtechnik

### Regionale Firmen
- ABC Klagenfurt
- Schotter-Transporte Tauschitz
- STARMANN

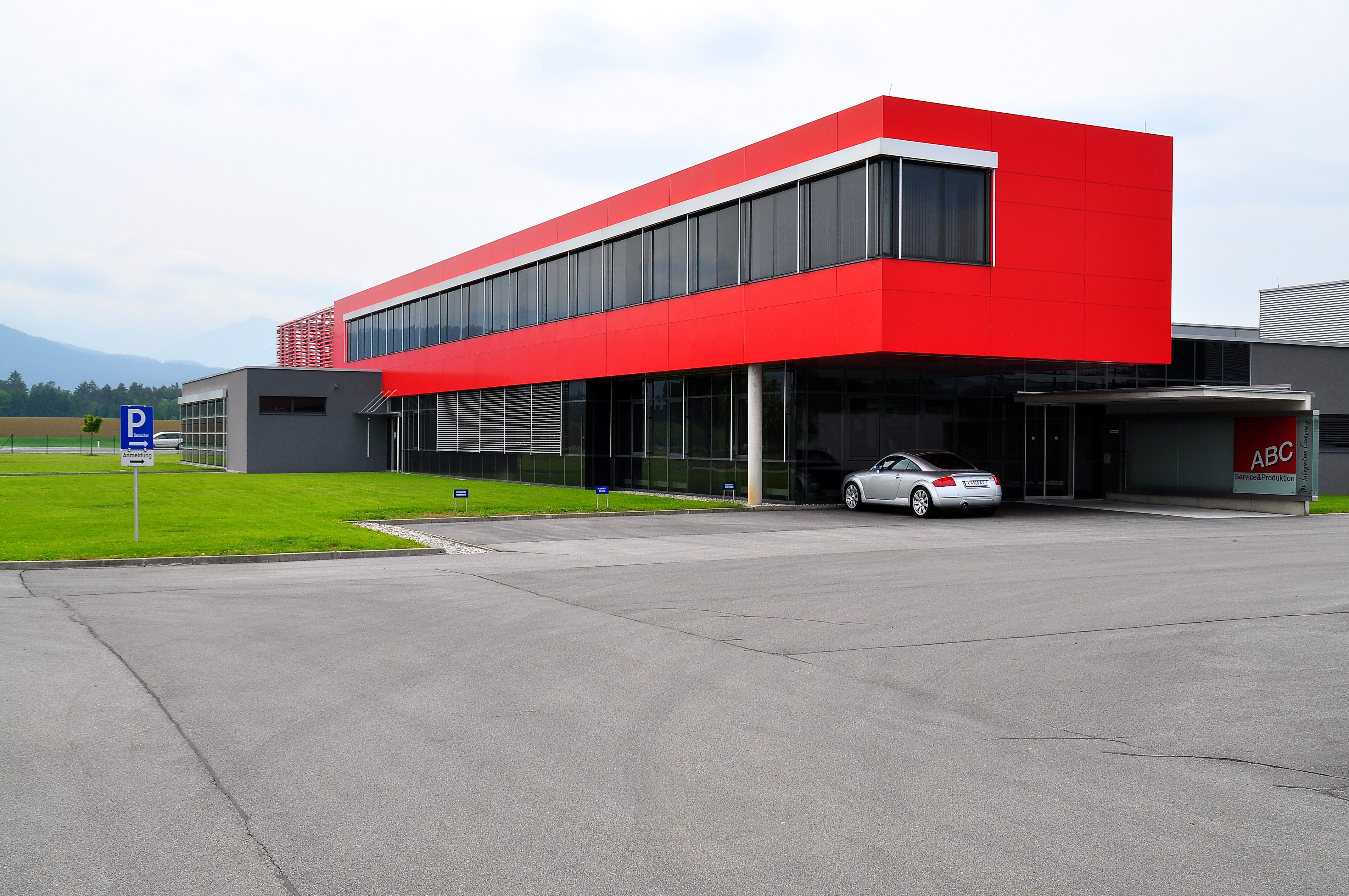
ABC Servic&Produktion

## Öffentliche Einrichtungen

### Bildung
- Volksschulen in Hörtendorf: VS21
- Hort Hörtendorf

### Tierschutzkompetenzzentrum

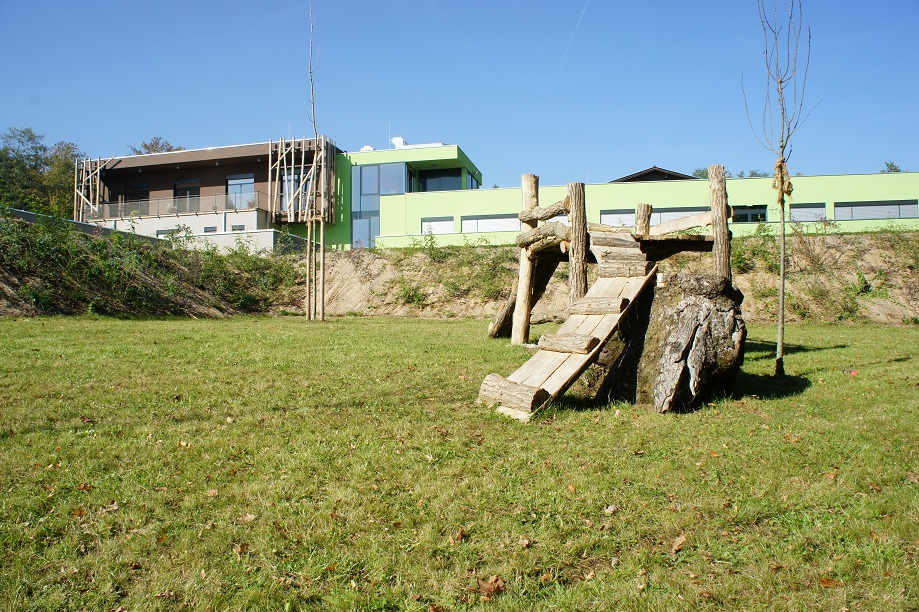
Das Tiko in Nessendorf

Im Oktober 2011 wurde in der Nähe der Ortschaft Nessendorf das vom Landestierschutzverein Kärnten betriebene Tierschutzkompetenzzentrum, kurz Tiko, eröffnet. Das Tiko ist eines der modernsten Tierheime Europas und bietet rund 150 Hunden, 200 Katzen und zahlreichen Klein-, Wild- und Nutztieren eine artgerechte Unterkunft. Das Zentrum ist nicht nur ein Tierheim, sondern auch Anlaufstelle für Informationen zu den Themen der Tierhaltung und des Tierschutzes. Seit dem Jänner 2012 arbeiten im Rahmen eines vom Verein autArK begleiteten Integrationsprojekts, dessen Ziel es ist, verstärkt die Therapie von Menschen mit Hilfe des Einsatzes von Tieren zu fördern. Zehn beeinträchtigte Jugendliche werden derzeit durch das Tiko unterstützt. Seit dem Oktober 2013 wird das Tiko durch Mitarbeiter der Milliardärin Heidi Horten, die den Bau mitfinanziert hat, geleitet.

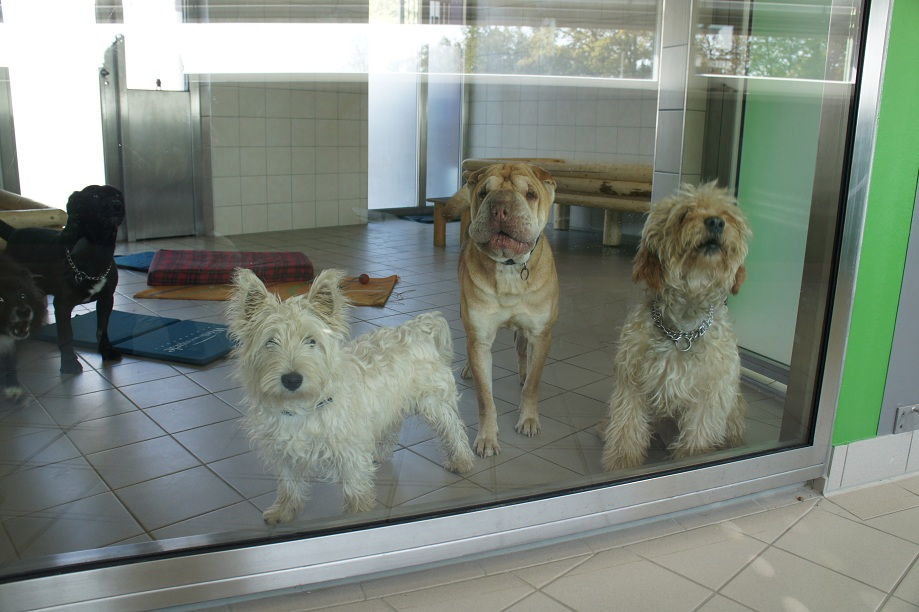
Hundegruppe im Tiko
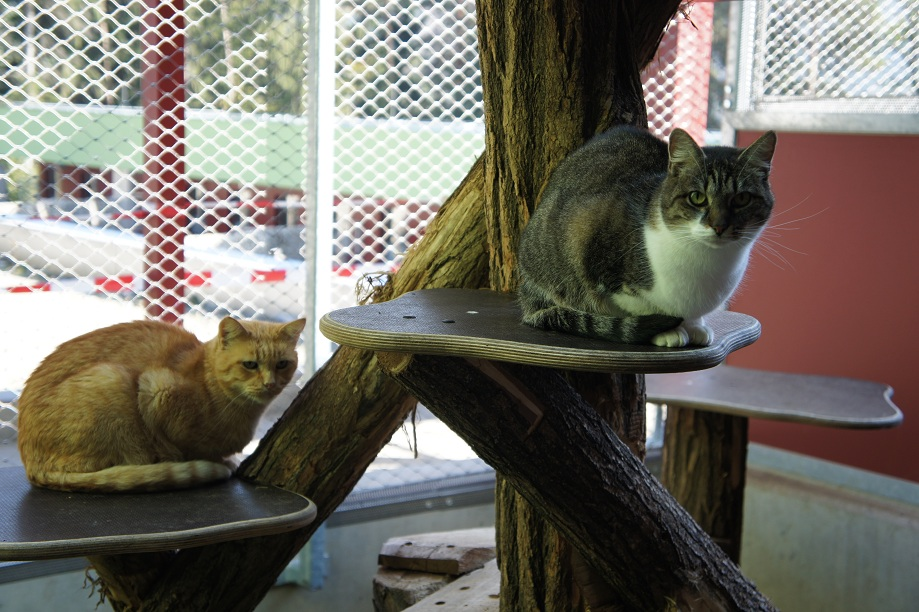
Katzen im Außenbereich des Tikos

## Erholung

### Freizeit
In Hörtendorf gibt es mehrere Sportplätze z. B. für Fußball, American Football, Paintball und Baseball.
Außerdem befinden sich in Hörtendorf 2 Teiche.

### Veranstaltungszentrum
Seit dem November 2010 gibt es am Schülerweg in Hörtendorf ein neues Kaffeehaus und ein Veranstaltungszentrum, und zwar das „Castellino“.

### Parkanlagen
Im Zentrum Hörtendorfs befindet sich der Spielplatz Hörtendorf und in der Industriezone befindet sich der Postsportplatz sowie am Ruhes Teich die Sportanlage des 1. SV-Hörtendorf, der ca. 200 Mitgliedern aufweisen kann.